# Rolspinnen
Rolspinnen (Solifugae), ook wel bastaardspinnen of solifugen genoemd, vormen een orde van geleedpotige dieren die behoren tot de spinachtigen (Arachnida). Ze staan bekend als felle jagers die het voornamelijk voorzien hebben op insecten en andere ongewervelden, maar ook kleine gewervelde dieren worden gegeten. Rolspinnen gebruiken hun kaken om prooien te grijpen en te doden.
Rolspinnen zijn geen echte spinnen, hoewel ze erop lijken. Rolspinnen worden enkele millimeters tot maximaal zeven cm lang, exclusief de poten. Ze hebben altijd vier paar poten, maar lijken vijf paar poten te bezitten. Het voorste paar gelede aanhangsels bestaat uit sterk verlengde, pootachtige monddelen. Alle soorten hebben formidabele kaken (cheliceren) die duidelijk opvallen. Rolspinnen worden gekenmerkt door een dichte en relatief lange lichaamsbeharing. De meeste soorten hebben een geelbruine tot bruine lichaamskleur.
Rolspinnen hebben een gespecialiseerd ademhalingsapparaat waardoor ze over relatief veel zuurstof beschikken. Ze hebben hierdoor in vergelijking met andere ongewervelden een veel snellere stofwisseling. Rolspinnen zijn als gevolg hiervan zeer actieve jagers die bekend staan als vraatzuchtig. Vooral de grotere vrouwtjes zijn bijterig en agressief. Ze zijn niet giftig, maar de grotere soorten kunnen met hun cheliceren pijnlijk bijten en de hierdoor ontstane verwondingen kunnen gemakkelijk infecteren. Ze kunnen ook zeer snel rennen en worden vaak aangezien voor een pluisje dat door de wind wordt weggeblazen. Dit alles heeft geleid tot vele sagen en mythen over de dodelijkheid of gevaarlijkheid van rolspinnen.
Er zijn ongeveer 1200 soorten rolspinnen beschreven die verdeeld worden in twaalf families. De zonspinnen (Solpugidae) zijn een wat bekendere familie. De verschillende soorten komen vrijwel wereldwijd voor, behalve in Australië en Antarctica. Enkele soorten komen voor in zuidelijk en oostelijk Europa, voornamelijk rond het Middellandse Zeegebied. In België en Nederland komen geen rolspinnen voor, maar ze kunnen wel meereizen via exportproducten zoals bananen. Alle soorten leven in droge gebieden, zoals steppen, savannen en woestijnen. Het zijn uitgesproken bodembewoners, hoewel van enkele soorten is beschreven dat ze ook kunnen klimmen. Veel rolspinnen graven tunnels in de bodem waar ze in rusten en schuilen bij gevaar.

## Naamgeving

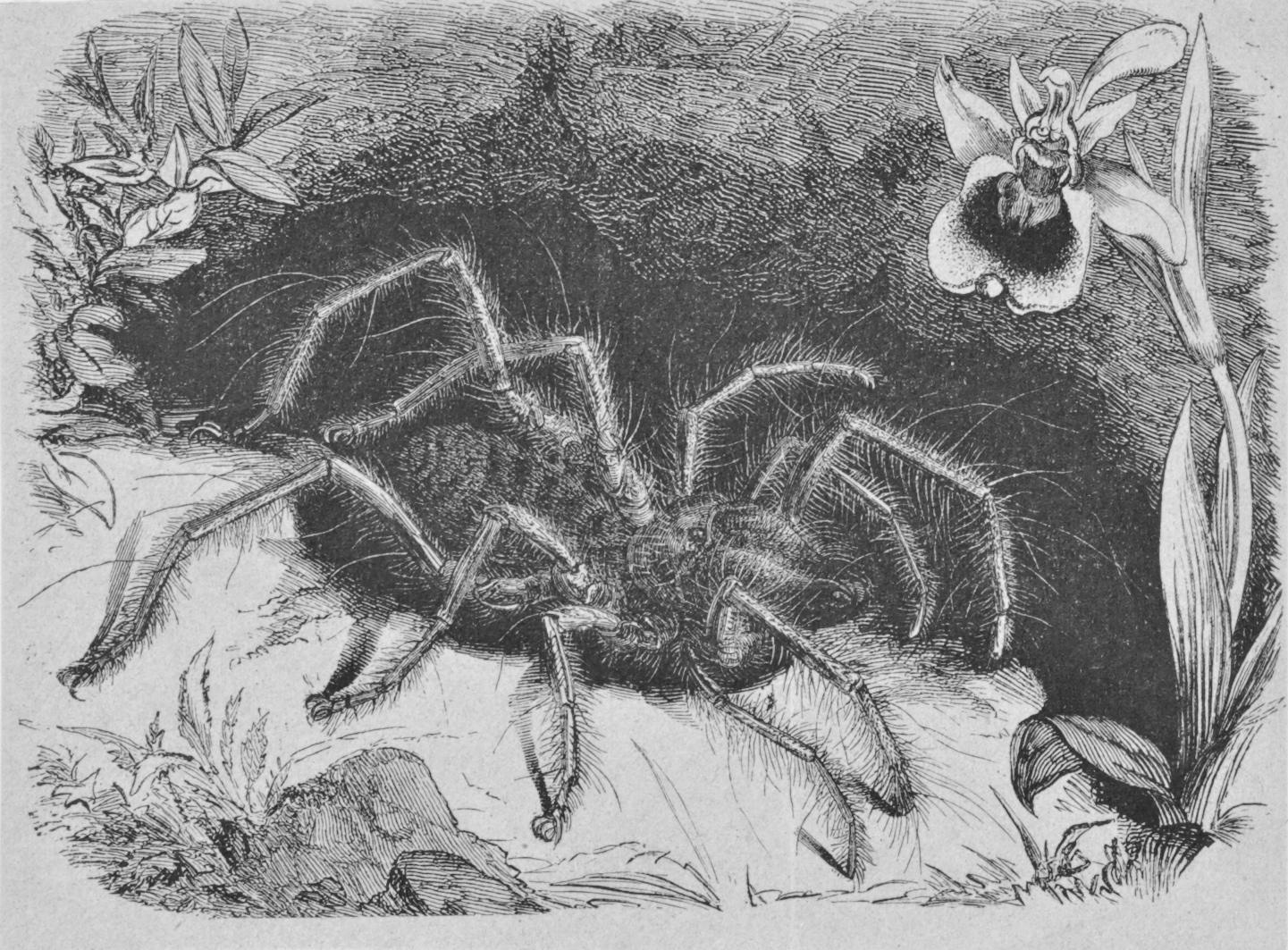
Tekening van een rolspin uit de Iconographia Zoologica (1881-1883).

Rolspinnen staan onder verschillende Nederlandstalige namen bekend, zoals kameelspinnen, valse spinnen, windschorpioenen en zonnespinnen.
De naam 'rol'spinnen slaat op het vermogen om het achterlijf -net als voorkomt bij schorpioenen- omhoog te krommen als het dier wordt bedreigd. Ook in andere talen worden dergelijke namen gebruikt, zoals het Duitse 'walzenspinnen', of het Noorse 'valseedderkopper' (wals  spinnen). In andere talen worden verschillende andere namen gebruikt, zoals het Zweedse 'skorpionspindlar' (schorpioenspinnen), het Spaanse 'aranhas del sol' (zonnespinnen).
De naam kameelspinnen slaat niet op de vermeende gewoonte om kamelen aan te vallen, zoals vaak wordt beweerd, maar op de verhoogde plaat aan de voorzijde van de kop, die op een bult lijkt.:p1 De benaming zonnespinnen slaat op een aantal overdag actieve soorten die de directe hitte van de zon willen vermijden. Ze lopen hiertoe snel van de ene schaduw naar de andere.
In de Afrikaanse taal worden de dieren wel baardscheerders of haarscheerders genoemd, omdat ze aangetrokken zouden worden door menselijke beharing. Hierdoor zouden ze verstrikt raken in het lange haar van vrouwen en met hun kaken het haar afknippen om zich te bevrijden.:p2 Deze mythe is waarschijnlijk ontstaan doordat de vrouwtjes van sommige rolspinnen dierlijke beharing als nestmateriaal gebruiken. Ook andere Afrikaanse namen worden gebruikt, zoals gift-kankers en vetvreters.
De Grieken waren de eersten die spinnen en rolspinnen als aparte groepen zagen, spinnen werden 'Arachne' genoemd en rolspinnen werden aangeduid met 'Phalangium'. Plinius de Oudere was de eerste die de groep een wetenschappelijke naam gaf; hij noemde ze Solpuga in zijn verhandeling Naturalis historia.:p2 Deze naam is afgeleid van het Latijnse sŏlĭpūga en betekent letterlijk vertaald 'zonnevluchter'; fugere = vluchten en sol = zon. Deze benaming werd in die tijd algemeen voor giftige mieren of spinnen gebuikt.
De naam Solpuga werd lange tijd gebruikt voor de groep van rolspinnen, tot Carl Jakob Sundevall in 1833 voor het eerst de naam Solifugae voorstelde. De benaming Solpuga wordt tegenwoordig nog steeds gebruikt voor een geslacht van rolspinnen waarvan de vertegenwoordigers te vinden zijn in delen van Afrika. De naam Phalangia werd later onder andere gebruikt door Claudius Aelianus in zijn werk De natura animalium. Hierin beschrijft Aelianus hoe een bepaald gebied eens werd geëvacueerd vanwege de enorme aantallen rolspinnen die er voorkwamen.:p61

## Verspreiding en habitat

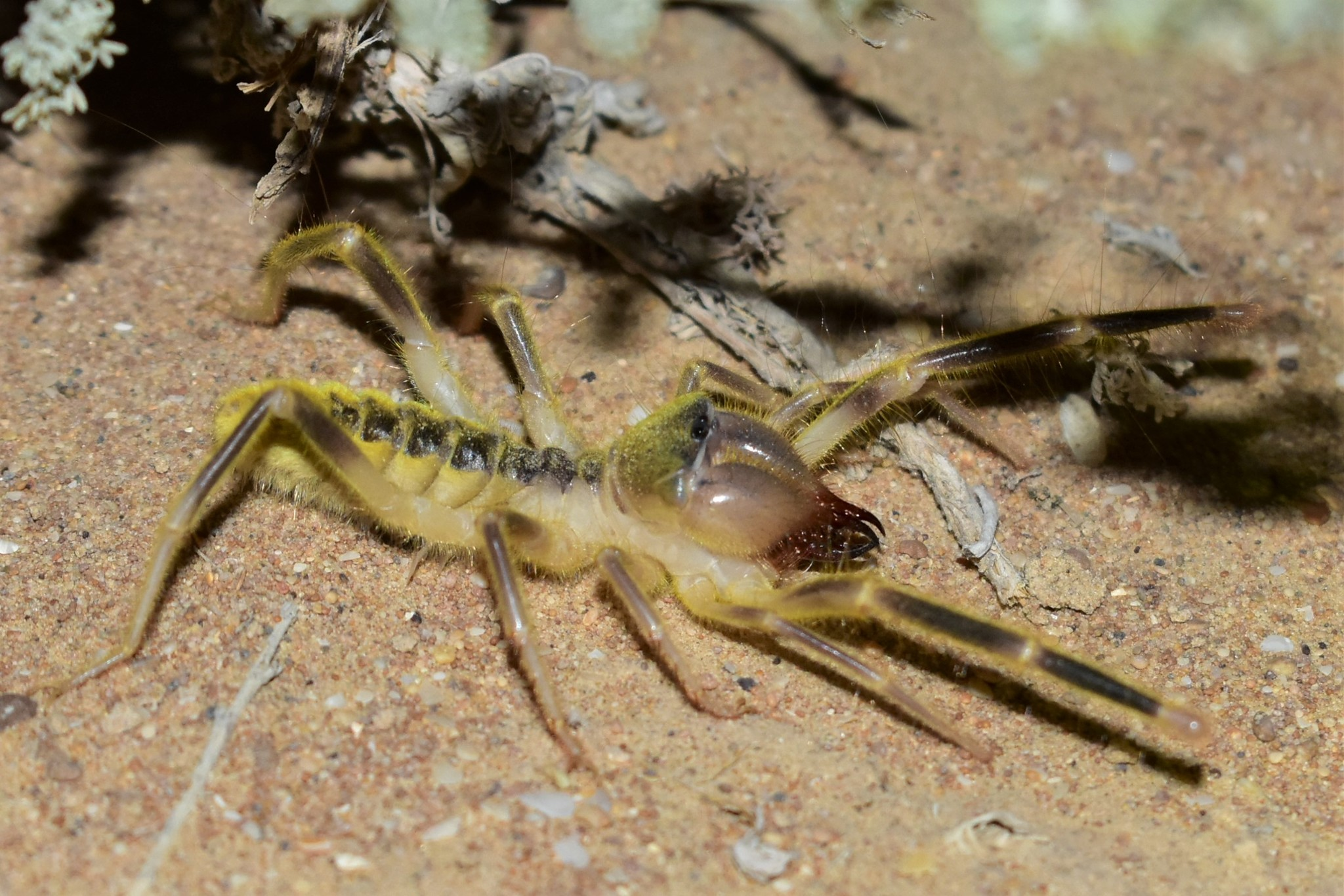
Rolspinnen zijn typische bodembewoners, hier Galeodes caspius in de natuurlijke habitat in Kazachstan.

Rolspinnen leven in warme, droge en bij voorkeur woestijnachtige gebieden. Ze komen op alle continenten voor, behalve Antarctica en Australië (inclusief Nieuw-Zeeland). Ook op Madagaskar komen geen soorten voor. Binnen hun verspreidingsgebied zijn rolspinnen meestal zeer algemeen. Omdat ze zich overdag in een ondergronds holletje bevinden, worden ze niet vaak gezien.
Rolspinnen zijn uitgesproken woestijnbewoners die leven in hete tot gematigde woestijnen, steppen, savannen, scrublands en droge bossen. In tegenstelling tot veel andere spinachtigen is geen enkele soort gespecialiseerd in het leven in grotten (troglofiel).:p12 De meeste vertegenwoordigers leven in Afrika en in delen van het Arabisch Schiereiland, maar ook in Azië en zuidelijk Europa komen soorten voor. In Noord-Amerika zijn de dieren bekend in uiterst zuidelijk Canada, in de zuidwestelijke woestijnachtige gebieden van de Verenigde Staten en via Mexico in delen van Zuid-Amerika. Hier leven de rolspinnen voornamelijk in kuststreken van het noorden en westen. Slechts van enkele soorten is bekend dat ze ook in tropische, vochtige gebieden zoals nevelwouden voorkomen. In het Amazonegebied komen echter geen soorten voor, ook niet langs de kust. In Afrika komen rolspinnen niet overal voor; in het drogere westen en noorden van Zuid-Afrika komen twee keer zo veel soorten voor als in het meer vochtige deel van het land in het oosten.
Vrijwel alle soorten zijn te vinden in relatief laaggelegen gebieden, vaak relatief dicht bij de kust. Van slechts enkele soorten is bekend dat het bewoners zijn van uitgesproken berggebieden. Een voorbeeld van een dergelijke bergbewoner is de soort Gylippus ferganensis, die op een hoogte van ongeveer 3000 meter boven zeeniveau is aangetroffen in het Pamir-gebergte.:p61
In Europa zijn achttien verschillende soorten bekend die vier families vertegenwoordigen. Rolspinnen komen voor in negen Europese landen, de meeste soorten zijn bekend uit Griekenland (tien) en het eiland Cyprus (vijf). In Spanje en Portugal is de zonnespin (Gluvia dorsalis) een vrij algemene soort.

## Uiterlijke kenmerken

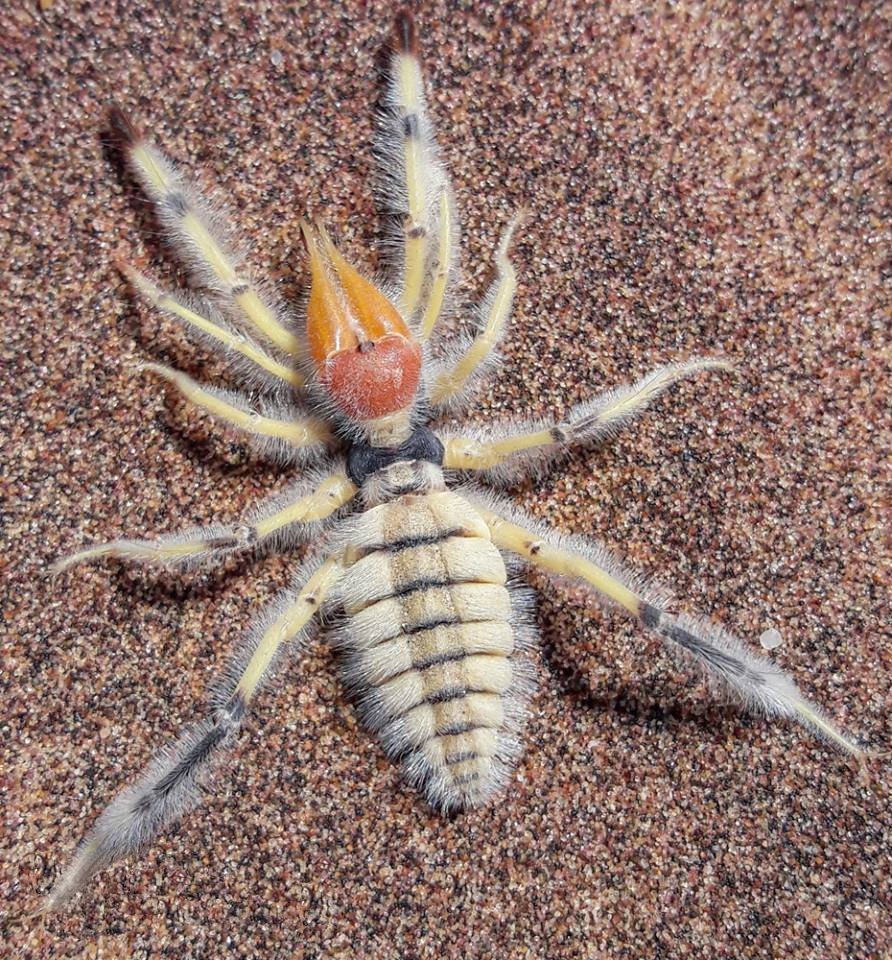
Sommige soorten hebben bonte kleuren zoals Metasolpuga picta uit Namibië.

Rolspinnen bereiken in de regel een lichaamslengte van enkele centimeters, maar er zijn soorten die veel groter worden. De kleinst bekende rolspin is Vempironiella aguilari waarvan de mannetjes een lichaamslengte bereiken van 3,9 tot 5,8 millimeter. Veel soorten worden gemiddeld 1,5 tot 3,5 centimeter lang, exclusief de poten. De maximale lichaamslengte is ongeveer zeven centimeter. Rolspinnen hebben relatief lange poten en de grootste soorten bereiken inclusief poten een totale lichaamslengte tot zestien centimeter. Dergelijke soorten kunnen een gewicht hebben van meer dan 50 gram.
Rolspinnen lijken op 'echte' spinnen, maar er zijn enkele belangrijke uiterlijke en inwendige verschillen. Ze zijn bijvoorbeeld duidelijk sterker behaard en zowel de kop, de poten als het lichaam bevatten lange, dunne haren die dienen als tastzintuigen. De kop van de dieren is relatief groot en sterk gewelfd. De twee kleine ogen zijn boven op de kop aan de voorzijde gepositioneerd. Duidelijk zichtbaar zijn de zeer grote kaken of cheliceren. De cheliceren bestaan uit een onbeweeglijk deel aan de bovenzijde dat aan de kop is gehecht en een beweeglijk, scharnierend deel aan de onderzijde.
Bijna alle rolspinnen hebben een gele tot bruine lichaamskleur die voornamelijk veroorzaakt wordt door de beharing op het lichaam. Sommige soorten zijn donker gekleurd of hebben juist een lichtere tot bijna witte lichaamsbeharing. Ook komen soms patronen voor op het lichaam zoals lengtestrepen. Mannetjes zijn over het algemeen lichter van kleur en blijven kleiner; ze hebben relatief langere poten in vergelijking met de vrouwtjes. Mannetjes hebben tevens een kleinere kop en hun kaken zijn minder sterk.
Het lijf van een rolspin bestaat uit twee lichaamsdelen; de tagmata. Het eerste (voorste) tagmatum bestaat uit het kopborststuk of prosoma: dit deel wordt ook wel cephalothorax genoemd en is verdeeld in drie segmenten. Deze segmenten worden ook wel somieten genoemd. Het tweede (achterste) deel van het lichaam bestaat uit het achterlijf of opisthosoma. Het achterlijf is opgebouwd uit elf somieten, waarvan er tien zichtbaar zijn.
Rolspinnen lichten op als ze worden blootgesteld aan een bepaalde golflengte uv-straling, maar niet zo sterk als bekend is van schorpioenen. Deze eigenschap wordt wel gebruikt om ze op te sporen in het donker voor onderzoek of om ze te verzamelen voor de handel in exotische dieren. De functie van deze eigenschap is niet geheel bekend; mogelijk dient het vermogen om UV-licht te weerkaatsen als een soort beschermingslaag tegen de felle zon of om licht beter te detecteren.
Hoewel de meeste rolspinnen erg op elkaar lijken, zijn er enkele geslachten die een afwijkend uiterlijk hebben. Soorten uit het geslacht Metasolpuga bijvoorbeeld hebben bonte lichaamskleuren: ze bezitten een rode carapax en een gele tot groene lichaamsbeharing. Rolspinnen uit de familie Hexisopodidae hebben krachtige, maar extreem korte pootjes en een opvallende, zeer pluizige lichaamsbeharing. Ze worden daarom in de Engelse taal wel aangeduid als 'teddybeer-rolspinnen'. De vertegenwoordigers van deze familie kunnen door de zeer korte poten niet zo hard rennen, maar wel veel sneller graven in vergelijking met andere rolspinnen.

### Kopborststuk

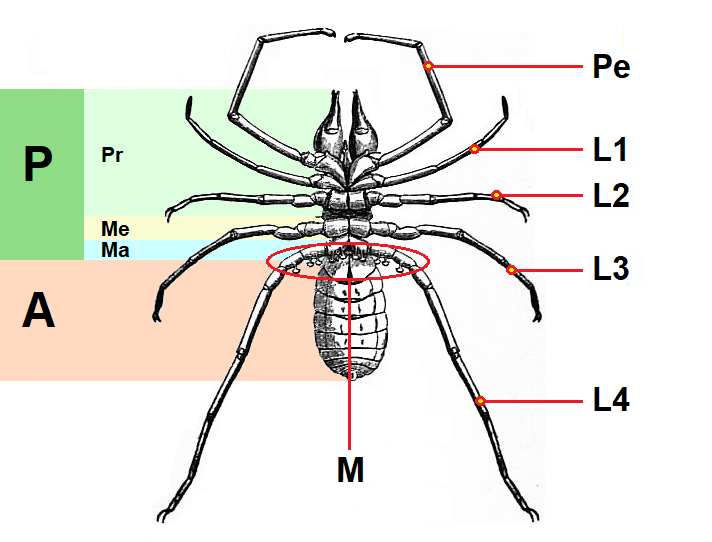
Algemene lichaamskenmerken van een rolspin. Afgebeeld is de onderzijde van een Galeodes-soort. Merk op dat de lichaamsbeharing en de stekels zijn weggelaten.

De kop is net als bij andere spinachtigen volledig samengegroeid met het borststuk en is niet gescheiden door een afsnoering zoals bij de insecten het geval is. Het kopborststuk staat bij de spinachtigen ook wel bekend als het prosoma of cephalothorax. Het kopborststuk is verdeeld in drie delen die net als de segmenten van het achterlijf somieten worden genoemd. Het voorste kopborststuksegment is veruit het grootst en wordt beschermd door een zeer dikke chitineuze plaat; het rugschild of carapax. Het omsluit aan de bovenzijde van het lichaam de kop en de eerste twee lichaamssegmenten, de segmenten die corresponderen met de eerste twee potenparen. Het tweede en het derde segment van het prosoma hebben ieder een eigen schild aan de bovenzijde.
Het eerste (voorste) deel is het propeltidium en draagt de ogen, de cheliceren, de pedipalpen en de eerste twee potenparen. De bovenzijde van het propeltidium is sterk vergroot door de goed ontwikkelde kaakspieren. Het tweede (middelste) deel van het prosoma wordt het mesopeltidium genoemd en is aanzienlijk kleiner. Het mesopeltidium draagt het derde potenpaar. Aan de bovenzijde is een verhard schild gelegen ter bescherming. Het derde (achterste) segment van het prosoma ten slotte is het metapeltidium, waaraan het vierde paar poten is gehecht. Ook dit segment is voorzien van een plaat aan de bovenzijde. Het mesopeltidium en het metapeltidium zijn in vergelijking met het propeltidium veel eenvoudiger van structuur en lijken sterk op elkaar. Een dergelijke lichaamsbouw komt ook voor bij de relatief primitieve zwaardstaarten (Xiphosura) en de Schizomida, twee groepen die nauw verwant zijn aan de spinachtigen.:p11
De mondopening is te vinden in het rostrum, dat bestaat uit een enkelvoudige verharde structuur. Het rostrum is tussen de coxa (de basis) van de pedipalpen gepositioneerd. Het rostrum bestaat uit het labrum of bovenlip aan de bovenzijde en het labium of onderlip aan de onderzijde. Aan het labrum is een soort zeefachtige structuur gelegen die het voedsel filtert.:p96

#### Pedipalpen

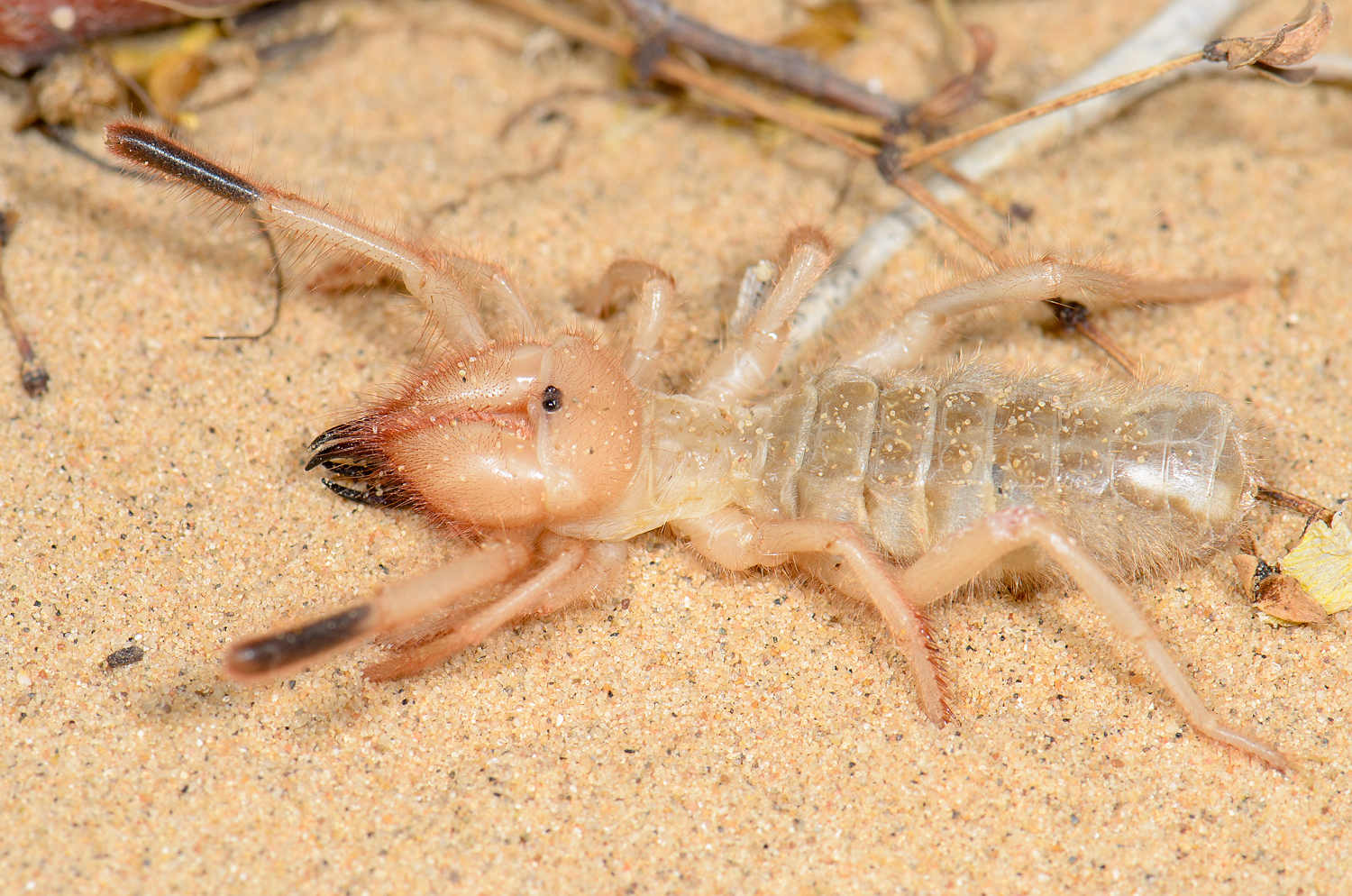
Tijdens het lopen worden de pedipalpen omhoog gehouden, afgebeeld is een exemplaar uit Palo Verde, Californië.

De voorzijde van de kop draagt een paar gelede aanhangsels; de pedipalpen. Deze structuren lijken sterk op de looppoten, maar zijn ontstaan uit aanhangsels van de kop, vergelijkbaar met de voelsprieten van insecten. Bij de meeste soorten zijn ze veel groter -zowel dikker als langer- dan het voorste potenpaar. De pedipalpen hebben minder segmenten (podomeren) dan de looppoten en in tegenstelling tot de uiteinden van de poten bezitten de tarsen ('voeten') van de pedipalpen meestal geen haakachtige klauwtjes.
Lang werd gedacht dat rolspinnen hun kaken gebruiken om prooien te vangen, maar een onderzoek uit 2010 naar de soort Eremochelis bilobatus wees uit dat ze dat doen met hun pedipalpen. De tarsi van de pedipalpen zijn voorzien van een uitstulpbare, kussenachtige structuur die bestaat uit zacht weefsel. Dit weefsel heeft een zuignapachtige functie. Met de zuigkussentjes worden prooien in positie gehouden zodat ze door de cheliceren vermalen kunnen worden. Dankzij de hechtkussentjes kan het dier ook loodrecht over verticale oppervlakken lopen. Het is niet duidelijk wat de functie hiervan is in het wild, aangezien rolspinnen echte bodembewoners zijn die weinig tot helemaal niet klimmen.
De hechtkussentjes zijn in een holte in de pedipalp gelegen als ze niet worden gebruikt. De opening is afgesloten met een flapje. Als de rolspin zijn orgaantjes naar buiten drukt, zien de kussentjes eruit als een napje. De hechtkussentjes worden naar buiten gestuwd door de bloedvloeistof (hemolymfe) naar het uiteinde van de pedipalp te pompen. Het oppervlak van een hechtkussentje is voorzien van talrijke, zeer kleine haartjes, vergelijkbaar met de hechtlamellen van gekko's.

#### Cheliceren

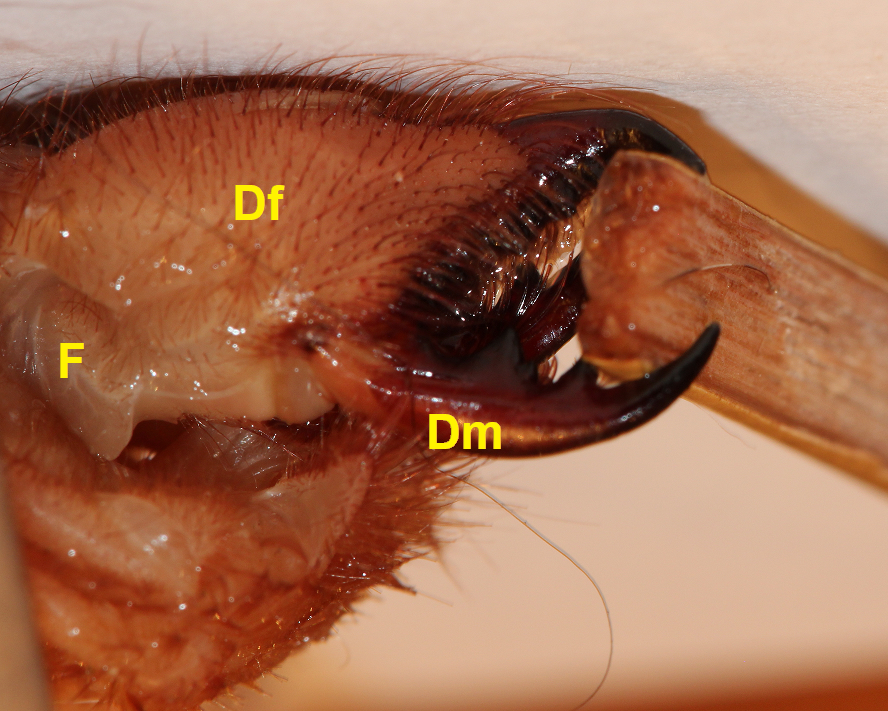
Binnenzijde van de cheliceer van een rolspin.
F = Flagellum
Df = Digitus fixus
Dm = Digitus mobilis

De kaken worden cheliceren genoemd, ze zijn chelaat (tangvormig) en naar onderen gekromd. De cheliceren zijn relatief zeer groot in vergelijking met die van andere spinachtigen. De cheliceren kunnen bij volwassen exemplaren de helft van de lichaamslengte bedragen. De cheliceren dienen om een prooi te verkleinen door deze te vermalen met behulp van de getande uitsteeksels aan de randen van de cheliceren. Nadat de prooi tot een zacht papje is geprakt wordt een eiwitoplossend enzym afgescheiden dat de zachtere delen van de prooi vloeibaar maakt. Deze vloeistof wordt vervolgens door de buisvormige monddelen opgezogen en naar de darmen gevoerd.
De cheliceren zijn symmetrisch en bestaan uit twee segmenten; een basis die vergelijkbaar is met de coxa van de poten en pedipalpen en de cheliceer zelf. De eigenlijke cheliceer bestaat uit een groot onbeweeglijk deel dat aan kop is vastgehecht, dit deel wordt de digitus fixus genoemd. Aan de onderzijde zijn twee rijen tandachtige uitsteeksels aanwezig. Dicht bij het uiteinde is een kleiner, vingerachtig deel gepositioneerd dat met spieren kan bewegen. Dit deel staat bekend als digitus mobilis en heeft een enkele rij tandjes.:p3412 De cheliceren kunnen onafhankelijk van elkaar worden bewogen. De cheliceren zijn voorzien van grote trek- en buigspieren die middels pezen verbonden zijn met het lichaamspantser.
De cheliceren zijn meestal donkerder van kleur en steken duidelijk voor het lichaam uit. De rolspinnen hebben schaar-achtige cheliceren, dergelijke uitsteeksels komen ook voor bij andere spinachtigen zoals de schorpioenen en de zweepspinnen. Bij deze groepen zijn het echter de pedipalpen die sterk zijn vergroot, en niet de cheliceren. Door de grote spiermassa in het kopborststuk beschikken ze verhoudingsgewijs over de krachtigste kaken in de dierenwereld. De cheliceren zijn niet voorzien van gifklieren. Door de grote schade die ze aan prooidieren veroorzaken zijn gifklieren niet noodzakelijk.
De mannetjes zijn van de vrouwtjes te onderscheiden aan de hand van bepaalde kenmerken van de cheliceren. Zo hebben mannetjes kleinere kaken, maar grotere tandachtige structuren aan de cheliceren. Daarnaast hebben mannetjes lange, naar achteren stekende langwerpige 'draden' die uit de kaken gestoken kunnen worden. Deze zweepachtige orgaantjes worden flagellen (flagella) genoemd, ze kunnen in tegenstelling tot de cheliceren een asymmetrische vorm hebben.:p3412
De flagellen zijn ontstaan uit lichaamsharen en spelen een rol bij de voortplanting. Ze worden door het mannetje gebruikt om zijn zaad in de geslachtsopening van een vrouwtje te brengen. De vorm van het flagellum is uniek voor iedere soort rolspin en kan sterk variëren per familie. Bij sommige families zijn de flagella afwezig of kunnen ze niet worden uitgestoken, maar zijn onbeweeglijk en permanent buiten de cheliceer gelegen. Dit komt voor bij de familie Ammotrechidae, de flagella zijn bij deze soorten komvormig en membraanachtig. Bij de vertegenwoordigers van de familie Daesiidae zijn de flagella kom- tot schaalvormig en kunnen gedraaid worden. Bij de rolspinnen uit het geslacht Ammotrechelis (familie Daesiidae) komt een combinatie voor waarbij de basis van het flagellum verbreed is maar een lang, draadachtig aanhangsel heeft. Soorten uit de families Eremobatidae en Melanoblossiidae hebben flagella die zeer klein en dun zijn, en moeilijk te onderscheiden zijn van de tasthaartjes op de cheliceren.

#### Ogen

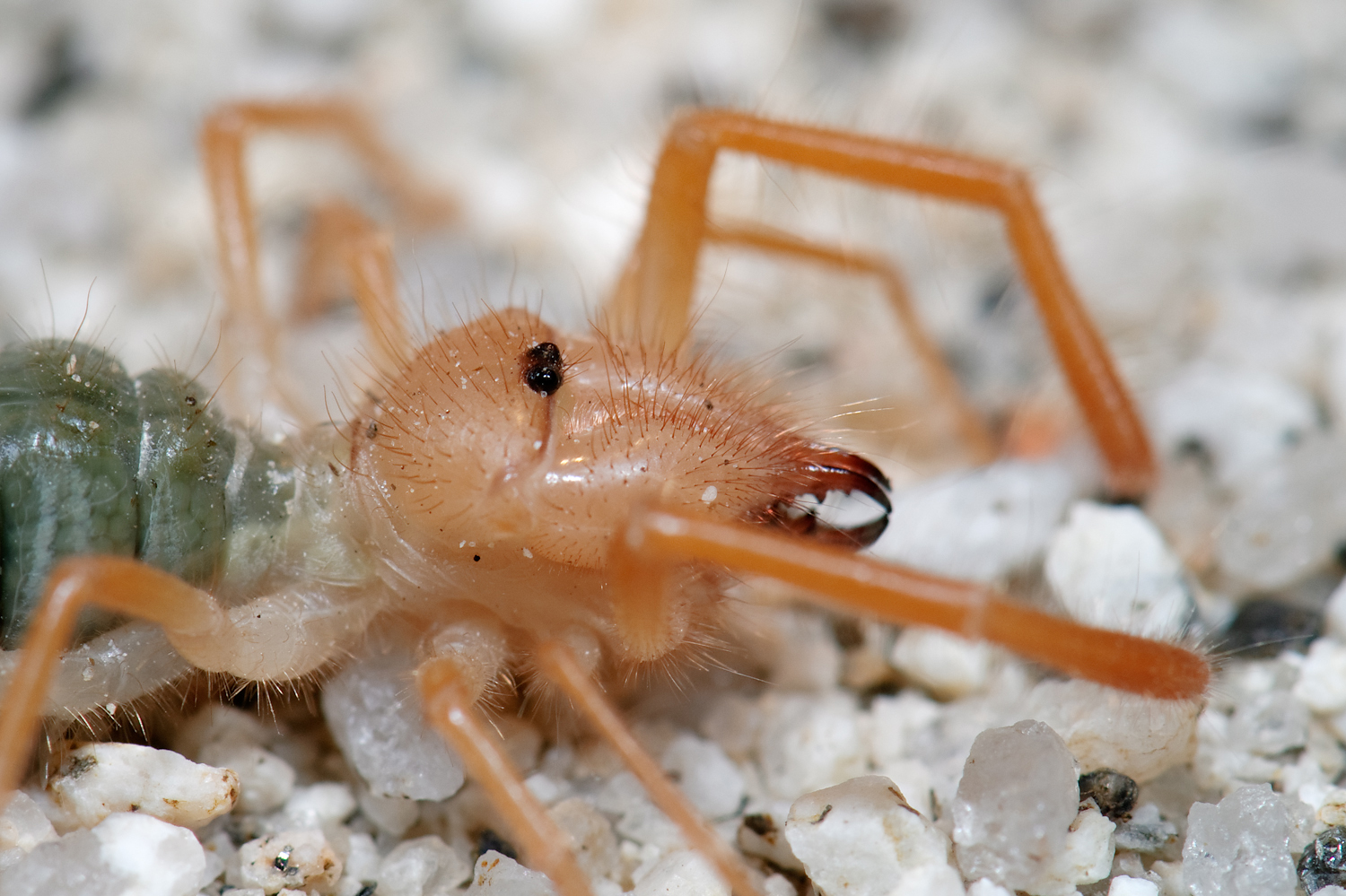
De ogen zijn naast elkaar gelegen op de oogheuvel aan de voorzijde van de kop.

De voorzijde van het kopborststuk is duidelijk verheven, net zoals bij echte spinnen voorkomt. Deze verhoging wordt de oogheuvel genoemd en op het midden hiervan zijn de ogen gepositioneerd. De ogen zijn aan de voorzijde gelegen en liggen dicht tegen elkaar. De ogen zijn enkelvoudig en niet samengesteld zoals bij de insecten voorkomt. Ieder oog bevat een relatief grote lens die net onder de huid ligt, de lens is oorspronkelijk ontstaan uit lichtgevoelige delen van de huid. De ogen zijn altijd duidelijk te onderscheiden vanwege de zwarte kleur. De lens heeft een variabele hardheid, die per familie kan verschillen. Onder de lens ligt een dunne laag cellen die de corneale hypodermis wordt genoemd. Hieronder is een laag met receptorcellen aanwezig en daaronder een laag die pigmentcellen bevat. Tussen de ogen zijn kleine tasthaartjes of setae gelegen.:p73
Veel spinachtigen hebben kleine bij-oogjes of ocelli, maar deze zijn bij rolspinnen afwezig of sterk gedegenereerd. Ze hebben een slecht gezichtsvermogen en zijn alleen in staat om grove lichtverschuivingen waar te nemen. Waarschijnlijk kunnen ze hierdoor alleen van boven aanstormende roofdieren zien aankomen, zoals vogels. Waarschijnlijk oriënteren rolspinnen zich voornamelijk middels menotaxis. Hierbij wordt de invalshoek van het licht onthouden om de weg terug naar het nest te vinden. Dit mechanisme is ook bekend van bijvoorbeeld honingbijen, die hierdoor hun nest terug kunnen vinden.

#### Poten
De poten van rolspinnen zijn relatief lang en zijn sterk behaard, ze steken zijwaarts uit. De eerste twee potenparen ontspruiten aan het propeltidium, het voorste deel van het borststuk. De twee achterste potenparen zijn aan twee aparte kopborststuksegmenten gepositioneerd, respectievelijk het mesopeltidium en het metapeltidium.
De poten bestaan net als bij veel andere geleedpotigen uit verschillende segmenten, die de podomeren worden genoemd. De standaardconfiguratie van de poten bestaat van de basis af uit een coxa (heup), een trochanter (dijbeenring), een femur (dij), een tibia (scheen) en ten slotte de tarsus of voet. Rolspinnen bezitten geen patella of knie, dit pootsegment is bij alle vrijwel andere spinachtigen wel aanwezig en is tussen de scheen en de dij gelegen. De patella ontbreekt alleen bij rolspinnen en bastaardschorpioenen.

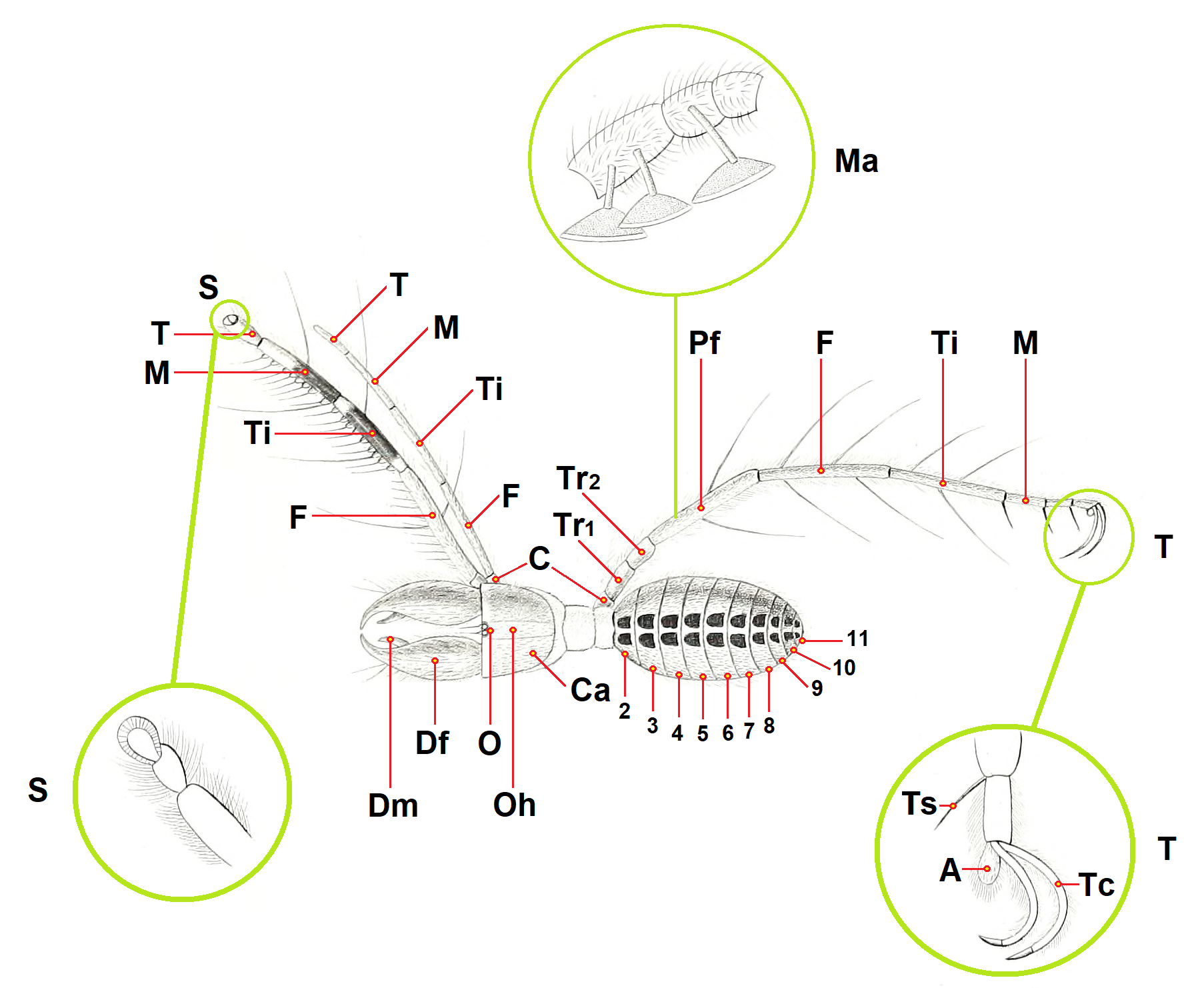
Lichaamsuitsteeksels en -delen van een rolspin. Afgebeeld is de bovenzijde van een vrouwtje van Galeodes arabs. De lichaamsbeharing, alle linkerpoten en de middelste poten aan de rechterzijde zijn weggelaten.

Uniek voor de rolspinnen is het feit dat zowel de dijbeenring (trochanter) als de dij (femur) uit twee delen bestaan. Deze delen worden van voor naar achter aangeduid met 'pre-' respectievelijk 'post-', bijvoorbeeld de prefemur en postfemur. Dit is alleen bij de poten het geval en niet bij de pedipalpen.
De tarsi bestaan soms uit een enkel deel, maar kunnen ook gesegmenteerd zijn. Aan het uiteinde van iedere tarsus zijn vaak kleine haakjes gelegen die de tarsale klauwen worden genoemd. De klauwtjes zijn gekromd en naar beneden gebogen. In het midden hiervan is een hechtorgaantje te zien, het arolium. Het arolium bestaat soms uit meerdere delen. De klauwtjes en aurolia dienen om de poten grip te geven op de ondergrond en niet om prooien vast te houden. De configuratie van de klauwtjes en de arolia verschilt soms sterk per familie en varieert vaak ook per soort.
Het eerste (voorste) potenpaar is aanzienlijk kleiner en dunner dan de overige poten, dit paar wordt niet gebruikt om te lopen. De voorpoten worden tijdens de voortbeweging iets boven de grond gehouden en dienen als voelsprieten om de bodem af te tasten. Ze worden niet omhoog gehouden zoals de pedipalpen. De voorpoten hebben nooit klauwtjes aan het uiteinde. De tarsi aan de voorpoten zijn meestal bedekt met een dichte beharing van korte, aan de uiteinden gespleten haartjes die een tastzintuiglijke functie hebben. Alleen de achterste drie paar poten vervullen de functie van ware looppoten. Het achterste potenpaar is veel langer dan de andere poten. Aan de onderzijde van de achterpoten is een rij zintuiglijke orgaantjes aanwezig, zie ook onder het kopje malleoli.
Doordat rolspinnen slechts drie van de vier potenparen gebruiken om te lopen, is de overlap van de poten kleiner dan wanneer vier paar gebruikt zou worden om zich voort te bewegen. Hoe meer poten een dier gebruikt om te lopen, hoe groter de kans dat ze elkaar in de weg zitten, met name bij hogere snelheden. Als een paar looppoten niet meer als zodanig worden gebruikt, wordt hierdoor de overlap kleiner en dit maakt de lange poten van rolspinnen mogelijk. Dit is een belangrijke basis voor het vermogen om relatief hoge snelheden te bereiken.:p21

### Achterlijf
Bij de echte spinnen is het achterlijf vaak afgesnoerd van het prosoma door een dun verbindingsstuk dat de pedicel wordt genoemd. Bij de rolspinnen ontbreekt een dergelijke insnoering. Het achterlijf of opisthosoma sluit naadloos aan en heeft een langwerpige, tonachtige vorm. Het achterlijf heeft een duidelijk afgerond uiteinde zonder lichaamsaanhangsels. Ook spintepels ontbreken, rolspinnen kunnen geen spinsel produceren en dus ook geen web maken.
Het achterlijf is gesegmenteerd en de achterlijfssegmenten worden net als de kopborststuksegmenten somieten genoemd. De segmenten zijn vaak duidelijk te onderscheiden, dit in tegenstelling tot de echte spinnen waarbij het achterlijf geen uitwendige segmentatie vertoont en zakvormig is. Het achterlijf bestaat uit elf segmenten, waarvan het eerste (voorste) segment niet zichtbaar is omdat het wordt bedekt door het metapeltidium, het achterste kopborststuksegment. De achterlijfssegmenten zijn voorzien van beschermende platen, ieder segment heeft een rugplaat of tergiet aan de bovenzijde en een buikplaat of sterniet aan de onderzijde. Deze platen zijn niet verdikt en vormen hierdoor geen harde bepantsering zodat het achterlijf relatief zacht en flexibel is. Het kan hierdoor uitzetten als er veel wordt gegeten of als een vrouwtje zwanger raakt en de eieren worden gevormd.
Aan de onderzijde van het tweede achterlijfssegment zijn de geslachtsopeningen gelegen. De opening bestaat bij vrouwtjes uit een langwerpige dwarsspleet die in verbinding staat met de eileiders. Het uitscheidingsorgaan of anus is op het achterste segment gepositioneerd, meestal aan het uiteinde van het achterlijf. Een uitzondering vormen de vertegenwoordigers van de familie Rhagodidae; bij deze soorten is het uitscheidingsapparaat meer aan de onderzijde geplaatst.:p14

## Zintuigen

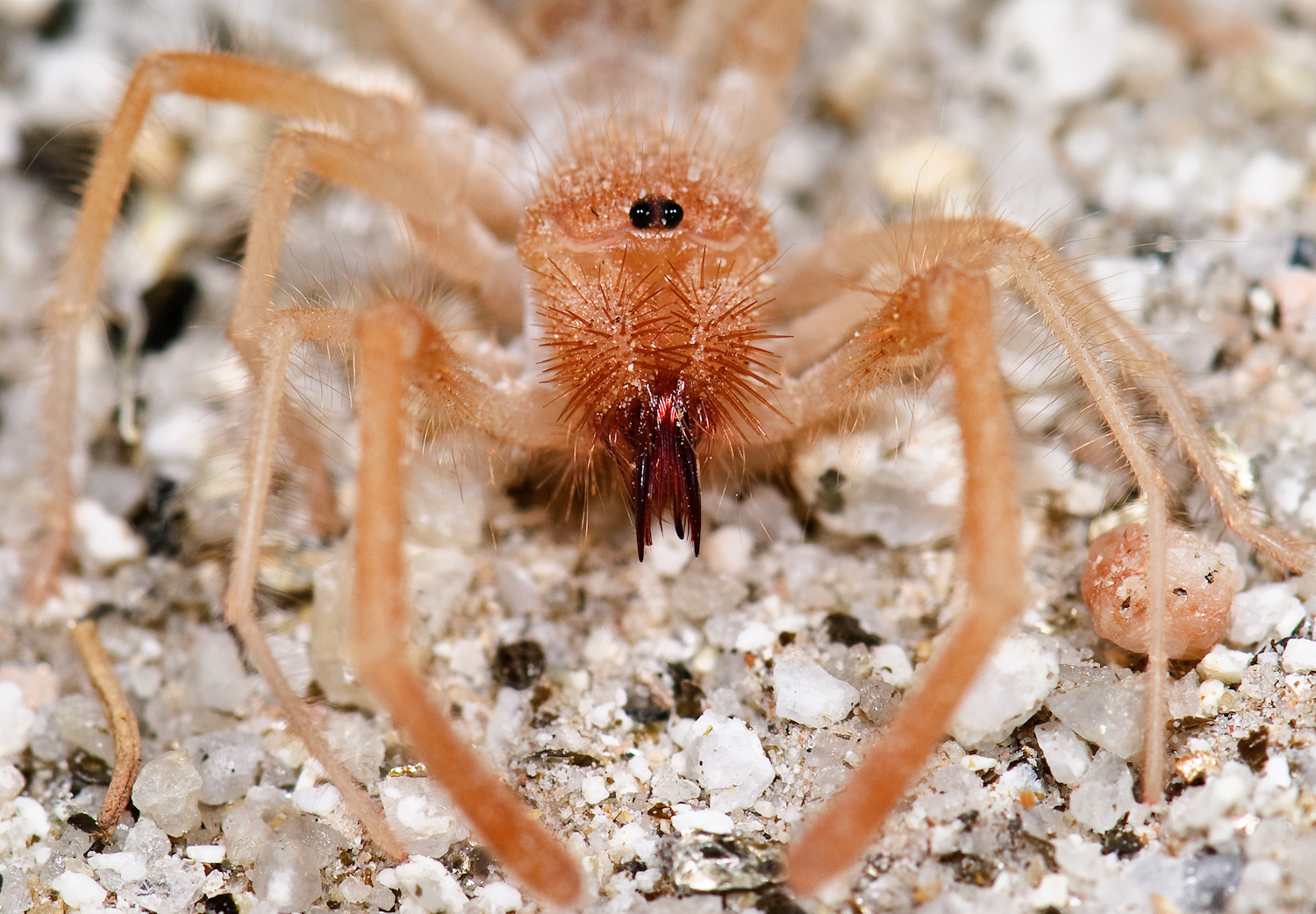
Rolspinnen zijn sterk behaard.

Rolspinnen oriënteren zich vooral door gebruik te maken van een dichte lichaamsbeharing die zeer tastgevoelig is. Sommige haartjes die onder de poten zijn gelegen zijn hooggespecialiseerd en worden de malleoli genoemd. Bij de meeste dieren inclusief veel ongewervelden zijn de ogen het belangrijkste waarnemingsorgaan. Bij de rolspinnen echter zijn ze niet erg ontwikkeld en vervullen een onderschikte zintuiglijke functie. De dieren kunnen waarschijnlijk alleen grove lichtverschuivingen waarnemen.

### Setae
Het gehele lichaam van een rolspin is bedekt met een dichte lichaamsbeharing, die uit verschillende soorten haartjes bestaat. De haren worden ook wel setae of sensillae genoemd en kunnen zeer kleine temperatuurverschillen, veranderingen in de luchtdruk en met name luchtwervelingen waarnemen. Zo kunnen ze langslopende prooien opmerken en aanstormende vijanden bespeuren.
De poten zijn voorzien van vele kleine stekeltjes en daarnaast hebben ze een dichte beharing van dunne, lange tasthaartjes. De rest van het lichaam draagt dunne en meer flexibele setae, die soms kort maar ook juist erg lang kunnen zijn. Ook op de buikzijde en onderzijde van de poten zijn haren gelegen, deze zijn vaak afgebroken of vertonen sporen van slijtage als gevolg van natuurlijk verval. De haartjes op de tarsus van de eerste looppoot zijn relatief kort en de meeste haartjes van deze haartjes hebben een gevorkt uiteinde. Binnen de verschillende families van rolspinnen komen nog meer typen haartjes voor, zoals haartjes met weerhaakjes, kam-achtige haartjes of haartjes die een borstelig uiteinde hebben. De haren kunnen bij grotere soorten een lengte bereiken van vijf centimeter waardoor de rolspin pluizig aandoet.
Ook de binnenzijden van de cheliceren dragen korte tasthaartjes. Deze helpen bij het manoeuvreren van het voedsel in de mondopening doordat de positie van de prooi kan worden bepaald. Aan de cheliceren zijn verschillende typen zintuiglijke haartjes aanwezig. Sommige setae zijn smal en dun, andere hebben een borstelige structuur. Dit verschilt enigszins per familie.
De pedipalpen zijn de belangrijkste zintuiglijke tastorganen. Ze worden tijdens de voortbeweging continu schuin omhoog gehouden en zijn hierdoor het eerste lichaamsdeel waarmee een rolspin in aanraking komt met een object tijdens het lopen. De pedipalpen kunnen zo onmiddellijk worden ingezet als er zich een prooi of vijand aandoet. Ook de pedipalpen zijn sterk behaard, de haartjes aan het uiteinde zijn veel korter dan die op de andere delen van de palp.

### Malleoli

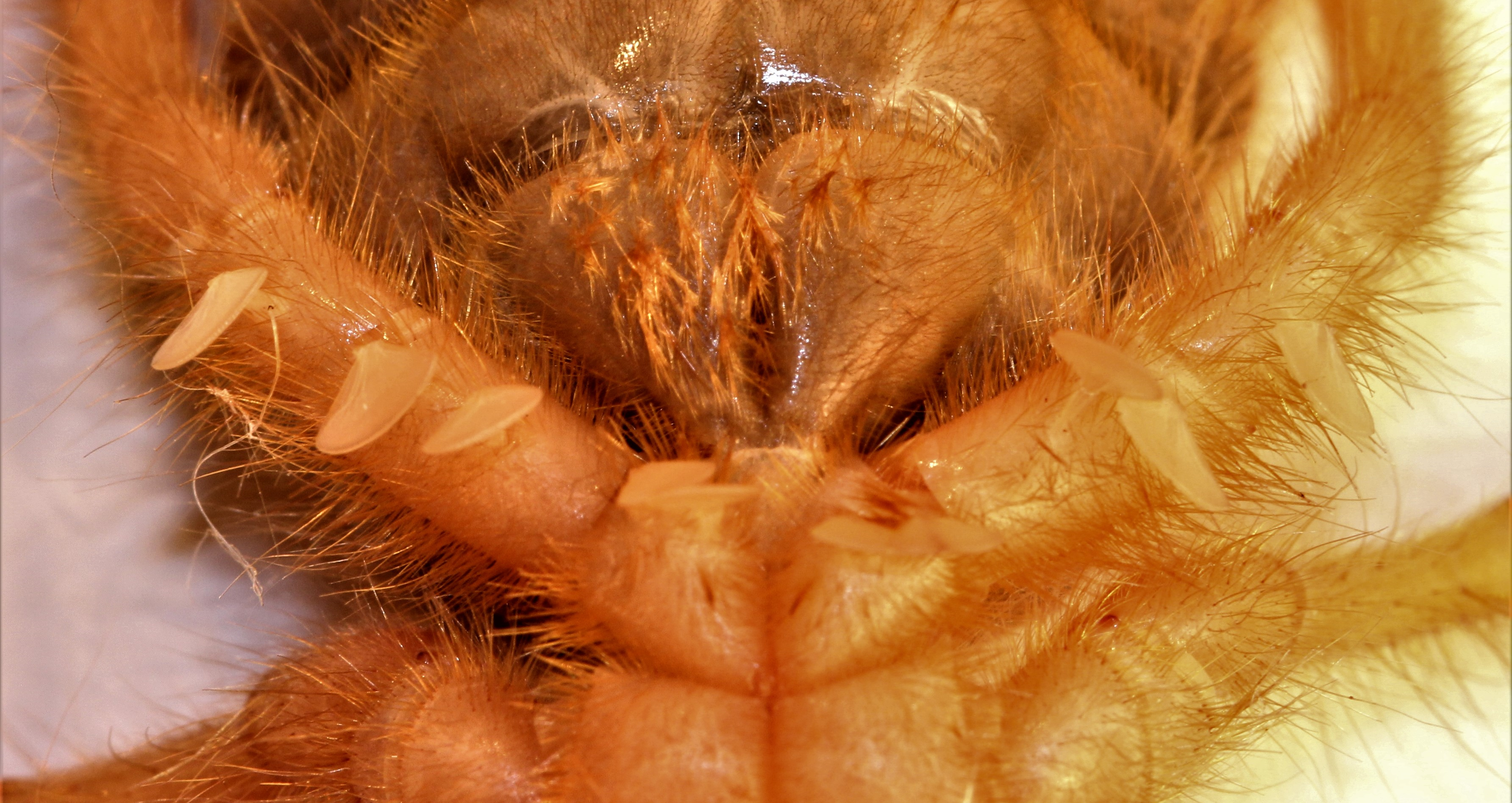
De malleoli aan de onderzijde van de achterpoten.

Het achterste paar poten draagt aan de onderzijde van de coxa en de trochanters een aantal kleine orgaantjes die een gespecialiseerde zintuiglijke functie hebben. De orgaantjes worden malleoli (enkelvoud malleolus) genoemd en zijn ontstaan uit lichaamsharen. De malleoli zijn echter veel breder dan lichaamsharen en zijn tot enkele millimeters breed en lang, afhankelijk van de lichaamsgrootte van de rolspin. De orgaantjes bevatten geen pigment zoals de lichaamsharen en zijn licht van kleur. Ze zijn zelfs met het blote oog goed zichtbaar aan de onderzijde. Malleoli doen sterk denken aan de pectines van schorpioenen en vervullen dezelfde rol.:p4
Ieder orgaantje is met een steeltje aan de lichaamswand gehecht en wordt vervolgens direct breder en platter. Een enkele malleolus is veel dunner dan breed en verschilt wat betreft bouw per familie of zelfs per soort. De malleoli kunnen de vorm hebben van een waaier, een hamer of een tennisracket. De malleoli wijzen naar beneden en worden gebruikt om chemische verbindingen waar te nemen die zich op het substraat bevinden, zoals geursporen van prooien, vijanden of soortgenoten. De orgaantjes bevatten grote hoeveelheden zintuiglijke cellen, waarschijnlijk chemoreceptoren, en zijn zeer gevoelig. Bij de soort Eusimonia mirabilis werd het aantal geschat op 72.000 in alleen al de eerste (binnenste) malleolus. Aan de zenuw in de achterpoot is boven iedere malleolus een kleine zenuwknoop of ganglion gelegen.:p82
Larven en nimfen in het eerste stadium hebben nog geen malleoli. Oudere dieren hebben twee tot drie van deze orgaantjes en volwassen exemplaren meestal vijf aan iedere achterpoot. Sommige soorten hebben ook als ze volwassen zijn nooit meer dan twee tot drie van de orgaantjes per poot.

## Inwendige anatomie

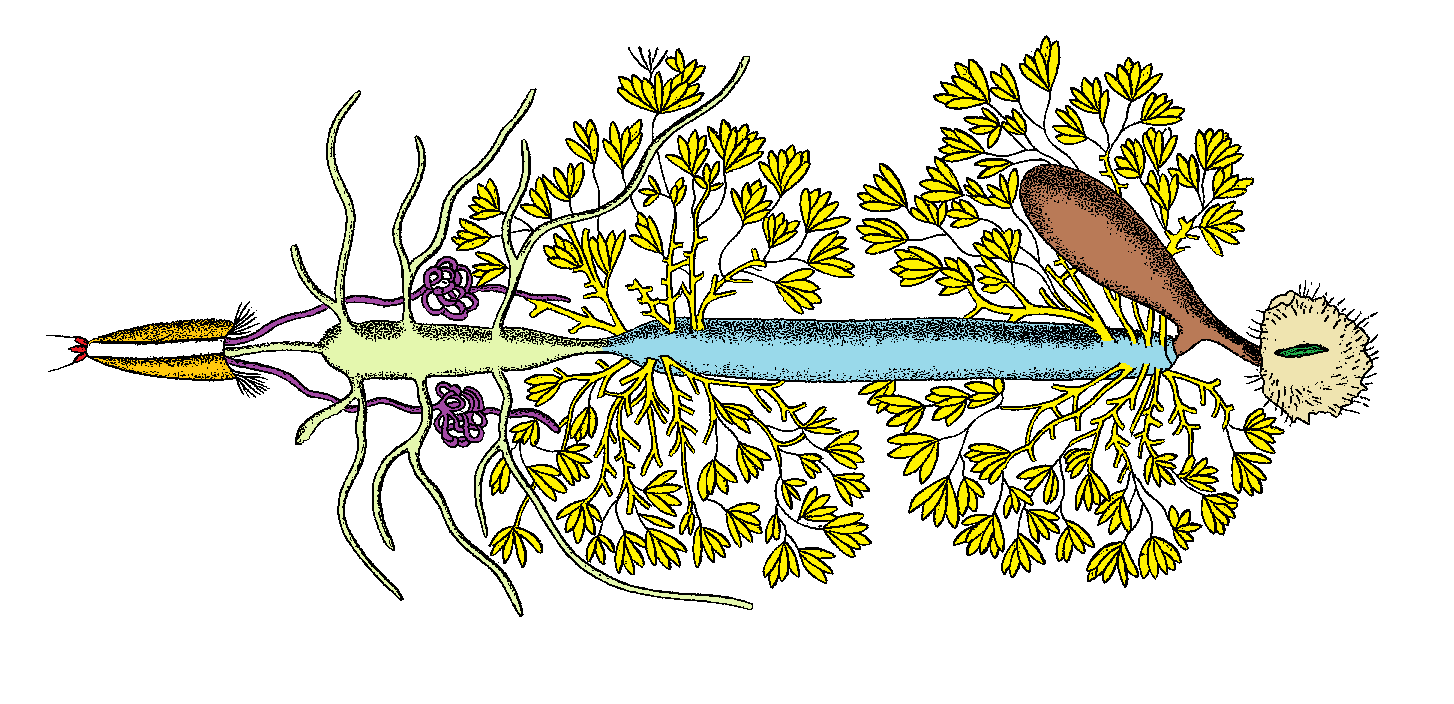
Het spijsverteringsstelsel van een rolspin, afgebeeld is Galeodes barbarus. De lichaamsdelen zijn van links naar rechts benoemd. De afbeelding is artificieel ingekleurd om de verschillende organen te onderscheiden.

Echte spinnen hebben in tegenstelling tot rolspinnen zogenaamde boeklongen. Boeklongen zijn echter niet geschikt voor dieren die aanhoudend actief zijn gedurende langere tijd. Rolspinnen zijn zeer actief en bezitten hiertoe een sterk vertakt stelsel van kleine buisjes die de tracheeën worden genoemd. Deze buisjes staan in verbinding met de buitenlucht door ademopeningen of stigmata. De stigmata voeren de zuurstof uit de ingeademde lucht direct naar de lichaamscellen. Een rolspin heeft zeven ademopeningen waarvan er drie zijn gepaard. Op het prosoma komt een enkel paar ademopeningen voor tussen het tweede en het derde paar poten. Op het opisthosoma komen twee paren ademopeningen voor, op de derde en vierde buikplaat of sterniet. Vermoed wordt dat een vijfde, ongepaarde ademopening op de vijfde sterniet aanwezig is. De ademopeningen aan het kopborststuk zijn eenvoudiger van structuur dan die op het achterlijf. Op het achterlijf zijn de openingen gelegen aan de voorzijde van de buikplaat, tegen de grens met de voorgaande plaat.:p127
Er is nog niet veel onderzoek gedaan naar de anatomie van het ademhalingsstelsel van de rolspinnen. Uit een onderzoek in 2016 naar soorten uit drie verschillende families bleek dat het ademhalingsstelsel van alle soorten ongeveer dezelfde bouw heeft. Tussen de ademopeningen en het prosoma zijn brede tracheeën aanwezig. Deze zijn verbonden door een netwerk van dwarsverbindingen (anastomosen) die de efficiëntie sterk verhogen.
Bij een aantal rolspinnen zijn zeer brede tracheeën aanwezig in de cheliceren, die gezien kunnen worden als luchtzakken. Deze faciliteren een snellere uitwisseling van gassen, maar fungeren ook als holle ruimtes om het lichaamsgewicht te reduceren zodat de dieren zich sneller kunnen bewegen.
De spijsvertering begint met het fijnmalen van een prooi door de cheliceren. Het half vloeibare voedsel wordt vervolgens in het rostrum gebracht en komt in de slokdarm terecht die verschillende vertakkingen heeft (divertula's). De darmen, die verder in het achterlijf gelegen zijn, hebben veel meer en met name langere en bredere, zakachige divertula's. Hier wordt het voedsel verteerd. Het voedsel komt uiteindelijk terecht in de endeldarm, die sterk in volume kan toenemen door uit te zetten als er veel voedsel is opgenomen.
In het kopborststuk is een buisvormig, gespierd kanaal aanwezig dat pompende bewegingen maakt zodat de bloedvloeistof verspreid wordt door het lichaam. Dit kanaal kan gezien worden als het hart van de rolspin. Het hart is verbonden met vele kleinere kanaaltjes die de bloedvloeistof verder het lichaam in voeren. Hierdoor wordt zuurstof naar de organen getransporteerd en worden afvalstoffen afgevoerd. De bloedvloeistof wordt eveneens gebruikt om de poten te laten bewegen, het voortbewegingsapparaat is gebaseerd op een hydraulisch systeem.
Het zenuwstelsel bestaat net als bij andere geleedpotigen uit zenuwknopen (ganglia). Het grootst is het supraesophageale ganglion, dat in de bovenzijde van het kopborststuk is gelegen. De ogen, pedipalpen, cheliceren en looppoten hebben allemaal een eigen zenuw die direct op het supraesophageale ganglion is aangesloten. Een andere complexe zenuwknoop is in het achterlijf gepositioneerd, deze stuurt de inwendige organen aan.
In het kopborststuk is een enkel paar coxaalklieren gelegen, die ook wel de maxilliaire klieren worden genoemd. Deze klieren spelen een rol bij de regulering van het zoutgehalte en de hoeveelheid bloedvloeistof (hemolymfe) in het lichaam. Een enkele klier bestaat uit sponsachtig klierweefsel dat via een lange buis verbonden is met een blaasje aan de voorzijde van de kop. De coxaalopening is geplaatst aan de coxa van de pedipalpen. Vermoed wordt dat de opening oorspronkelijk behoorde tot het eerste potenpaar. Bij bastaardschorpioenen ligt de coxale opening aan het derde looppotenpaar.

## Levenswijze

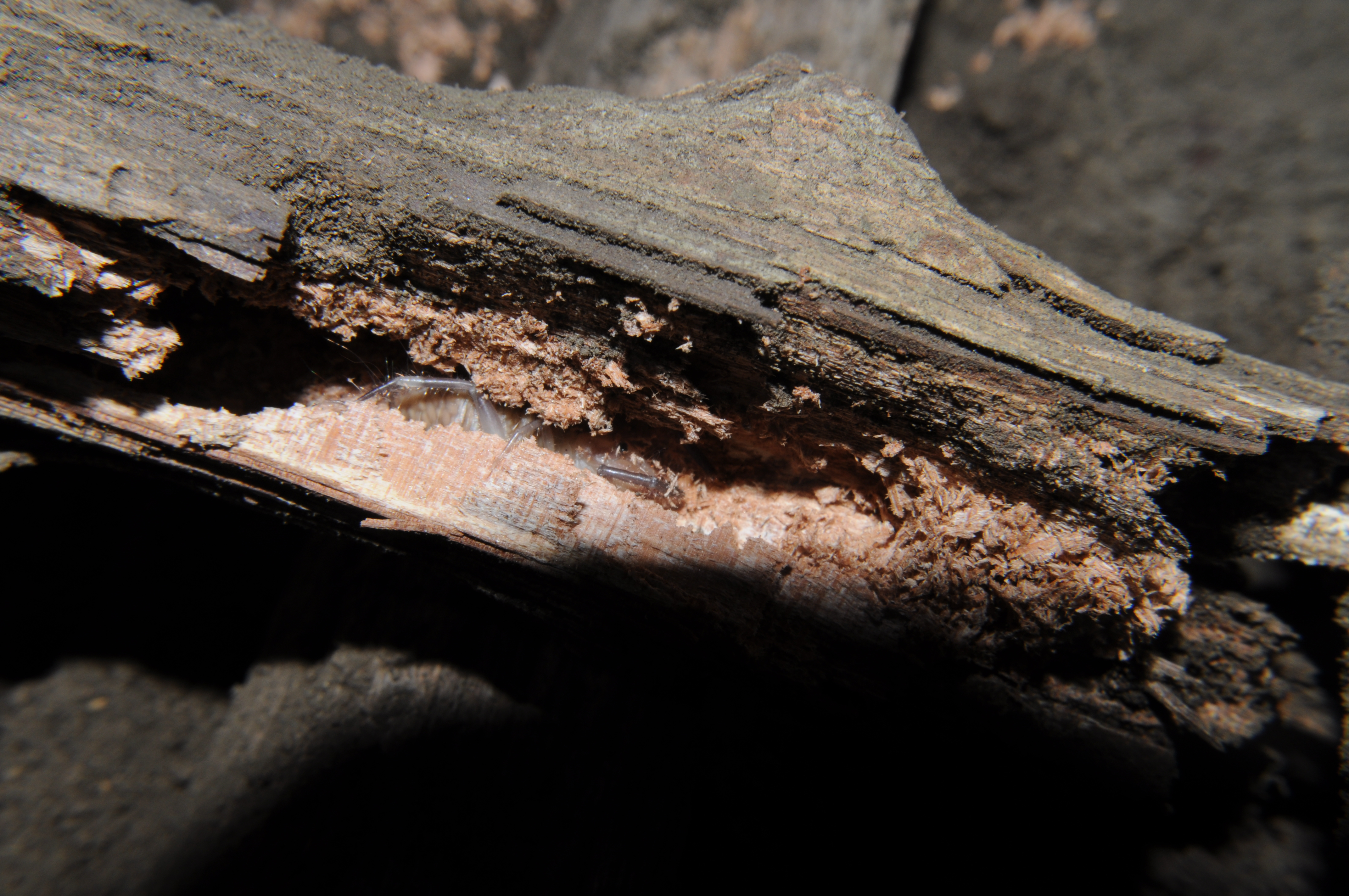
Rolspinnen rusten en schuilen in holen en spleten, of zoals dit exemplaar in dood hout.

De levenswijze en het gedrag van de rolspinnen zijn nog grotendeels onbegrepen. Ze zijn moeilijk te observeren omdat veel soorten 's nachts leven en vaak erg klein zijn zodat ze gemakkelijk over het hoofd worden gezien. De grotere, dagactieve soorten zijn wel overdag waar te nemen, maar ze zijn schuw en zeer snel.
Veel ongewervelden houden het lang uit in gevangenschap zodat ze kunnen worden bestudeerd en er veel over hun levenswijze bekend is. Rolspinnen zijn echter moeilijk in leven te houden en zelfs biologen die de dieren proberen te observeren slagen er niet in om ze langer dan enkele weken te laten overleven.:p31 Net als andere grotere spinachtigen worden ze soms aangeboden in de dierenhandel, een voorbeeld is de soort Galeodes granti. Ze hebben zich echter nog nooit voortgeplant in gevangenschap.
Rolspinnen kunnen zeer warme en droge omstandigheden verdragen, de soort Galeodes granti kan een temperatuur van 49 graden Celsius overleven gedurende 24 uur bij een relatieve luchtvochtigheid van minder dan tien procent.:p12 Door het pantser scheiden ze relatief weinig water uit door verdamping. Van in gevangenschap gehouden exemplaren is bekend dat ze soms aan bladeren knagen, wat duidt op het onttrekken van water uit de plant. In het wild is dit gedrag nog nooit waargenomen en wordt waarschijnlijk voldoende water aan prooidieren gezogen om de waterhuishouding op peil te houden.
Als dagactieve rolspinnen over de woestijnbodem rennen zijn ze zo snel dat ze wel vergeleken worden met een bolletje zaadpluis dat over de bodem rolt. De grotere soorten kunnen relatief zeer snel rennen en kunnen een topsnelheid bereiken van zestien kilometer per uur, ofwel ruim vier meter per seconde. De meeste soorten zijn 's nachts of uitsluitend tijdens de schemering actief. Dagactieve soorten zijn sterk in de minderheid, een voorbeeld van een soort die overdag foerageert, is de zonnespin (Gluvia dorsalis). Deze blijft met een lichaamslengte van ongeveer 1,5 centimeter vrij klein en komt voor in het Iberisch Schiereiland.
Als ze niet actief zijn schuilen rolspinnen in de strooisellaag, onder stenen, in openingen in dood hout en in spleten in de bodem en in rotsen. De meeste rolspinnen houden zich op in zelfgegraven ondergrondse holen die tot meer dan twintig centimeter diep zijn en bestaan uit een stelsel van horizontale gangen. Van sommige soorten, zoals Galeodes granti, is bekend dat de opening wordt afgesloten met een op een 'plug' gelijkende structuur gemaakt van bladeren. De tunnels worden geconstrueerd met behulp van de cheliceren, die als schoffels gebruikt worden om de grond los te maken. De aarde wordt vervolgens weggeschept door het tweede of soms het derde potenpaar. De vertegenwoordigers van de familie Hexisopodidae hebben korte pootjes en kunnen niet snel rennen zoals de meeste andere rolspinnen. Ze zijn echter in staat om zich razendsnel in te graven door de krachtige poten. De uiteinden van de poten zijn bovendien voorzien van rijen korte haartjes die de functie hebben van een hark om sneller zand te verplaatsen.:p63
De tunnels beschermen de dieren overdag tegen de extreme temperaturen en tegen vijanden, daarnaast bieden de holen een schuilplaats als een rolspin zich zo vol gegeten heeft dat het dier zich amper kan verplaatsen. Ook tijdens de vervelling, waarbij het dier enige tijd een zeer zacht en kwetsbaar lichaam heeft, wordt gebruik gemaakt van de tunnels. De soorten die een winterslaap houden brengen deze door in het ondergrondse hol. De vrouwtjes maken vaak holen om de eieren af te zetten, bij sommige soorten blijven ze bij het legsel tot de eieren uitkomen en er zijn soorten waarbij de vrouwtjes de jongen enige tijd voeren in de beschutting van het nest.
Sommige rolspinnen bewonen hun gangenstelsel langere tijd, andere soorten zwerven rond en graven steeds nieuwe holen. Als het regent moeten ze echter naar boven komen om niet te verdrinken. Van een klein aantal soorten is waargenomen dat ze weleens klimmen, tijdens het foerageren kunnen ze tegen bomen, muren en wanden van huizen loodrecht omhoog lopen.

## Voortplanting en ontwikkeling

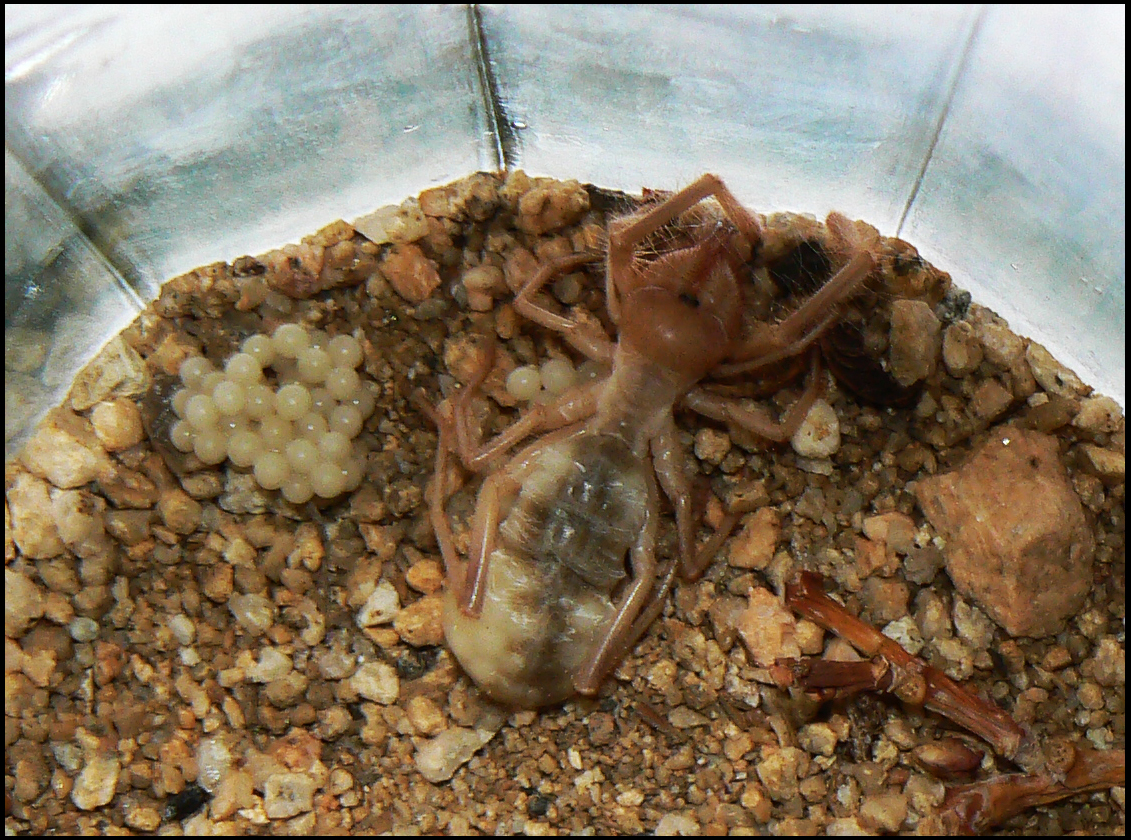
Een eierleggend vrouwtje.

De mannetjes zijn actiever dan de vrouwtjes, het mannetje gaat actief op zoek naar een partner terwijl het vrouwtje een afwachtende houding aanneemt. Als er een geschikte partner wordt gevonden voert het mannetje omzichtig een baltsritueel uit om het vrouwtje te kalmeren. Het mannetje loopt anders het risico om te worden aangezien voor een prooi en te worden opgegeten. Het mannetje tikt hiertoe zachtjes met zijn poten tegen haar lichaam en streelt haar waarna zij in een soort trance raakt. Het vrouwtje wordt inactief en wordt door het mannetje op haar rug wordt gekeerd. Dit inactieve stadium van het vrouwtje wordt ook wel torpor genoemd.
Tijdens de bevruchting opent het mannetje de geslachtsopening van zijn partner met een van zijn cheliceren en deponeert een druppel sperma op een gespecialiseerd deel van de kaak. Bij soorten uit de familie zonspinnen (Solpugidae) wordt het sperma door de cheliceer direct in de geslachtsopening van het vrouwtje gebracht. Veel soorten hebben echter een uitstulpbaar orgaan aan de bovenkaak dat het flagellum wordt genoemd. Bij deze soorten wordt het sperma op het flagellum gedeponeerd en daarna in de vrouwelijke geslachtsopening gebracht. De geslachtsopening wordt vervolgens enige tijd dichtgeknepen door het mannetje met zijn cheliceren. Een uitzondering vormen soorten uit de familie Eremobatidae. De mannetjes uit deze groep hebben geen flagella en brengen hun genitaalopening tegen die van het vrouwtje zodat een directe bevruchting plaatsvindt. Na de bevruchting vlucht het mannetje snel weg voordat het vrouwtje weer bij haar positieven komt.
Deze vorm van bevruchting wijkt af van die van veel spinnen en andere spinachtigen. Er wordt namelijk geen gebruik gemaakt van een spermatofoor of zaadpakketje, maar het sperma wordt door het mannetje zelf ingebracht. Een spermatofoor is bij dieren die in droge gebieden leven minder efficiënt omdat de zaadcellen sneller uitdrogen en hierdoor beschadigd raken.:p67

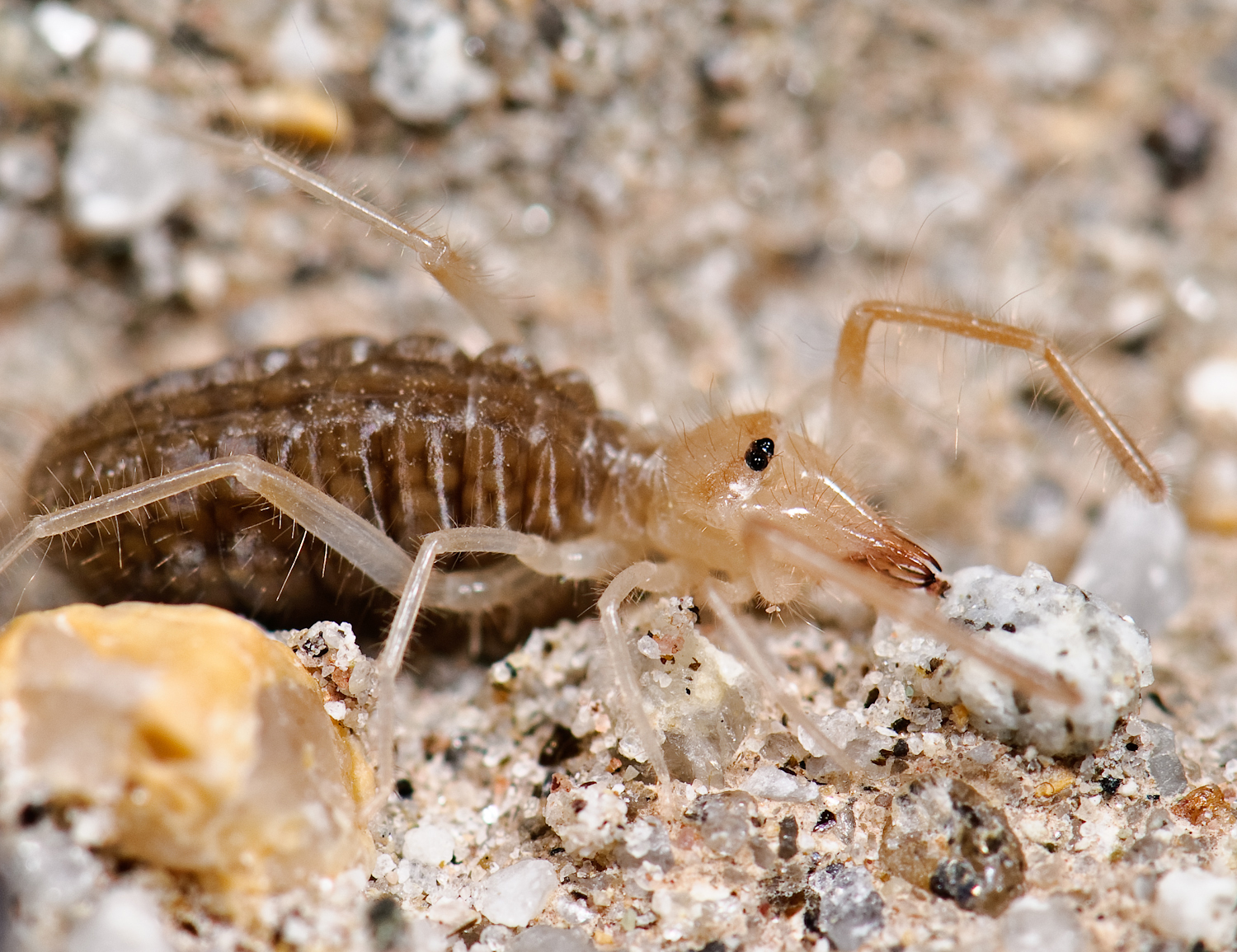
Een juveniel exemplaar.

Het vrouwtje zet haar eieren af onder stenen, tussen plantenwortels of graaft een holletje in de bodem waarin de eieren worden gedeponeerd. De vrouwtjes van enkele soorten zetten de eieren af in een tunnel waarvan de opening vervolgens wordt dichtgestopt en bedekt door bodemmateriaal zoals bladeren zodat het voor vijanden moeilijker wordt om het nest te betreden.:p68 Het aantal eitjes varieert sterk tussen de verschillende soorten en loopt uiteen van ongeveer 20 tot 200. De jongen worden altijd geboren in een ei en het laatste stadium wordt wel het postembryonale stadium genoemd.
Als de eieren openbreken komen de larven tevoorschijn, deze hebben al ledematen, maar ze kunnen zich nog niet verplaatsen. De larve vervelt binnen enkele dagen tot een nimf. De nimfen zien eruit als miniatuurversies van hun ouders, ze hebben een lichte tot witte lichaamskleur en nog geen duidelijke lichaamsbeharing. De eerste tijd blijven ze bij elkaar in het nest. De nimfen vervellen regelmatig waarbij ze steeds groter worden. Ze ondergaan negen tot tien stadia die de instars worden genoemd.
Enkele rolspinnen kennen een verregaande vorm van broedzorg, die zelden voorkomt bij de echte spinnen. Het vrouwtje bewaakt haar eieren permanent tot de jongen uit het ei sluipen. Daarbij gaat ze regelmatig bovengronds op zoek naar prooien en neemt deze terug naar het nest om de jongen te voeren. Dit doet ze net zolang tot haar kroost zelfstandig is en het nest verlaat. Onderzoekers die het gedrag van Galeodes vorax bestudeerden lieten regelmatig insecten op de nestingang vallen die consequent werden aangevallen door het vrouwtje. Jongen die uit het nest waren gehaald en bij de nestingang werden teruggezet werden echter met rust gelaten.:p68
Ondanks hun relatief grote lichaam bereiken rolspinnen een gemiddelde leeftijd van niet meer dan een jaar. De mannetjes sterven vlak na de paring en de vrouwtjes leven niet lang meer nadat de eieren zijn afgezet. De meeste soorten zijn univoltien; er is maar een enkele generatie per jaar. Alleen van de soort Metasolpuga picta uit de Namibwoestijn is waargenomen dat twee generaties per jaar voorkomen, dit wordt bivoltien genoemd.

## Voedsel

De kauwbewegingen van de cheliceren vanaf de bovenzijde (boven) en de zijkant (onder).

Rolspinnen zijn altijd carnivoor en jagen actief op andere dieren. Het zijn meestal generalisten, vaak zijn de prooien kleiner dan de rolspin zelf, maar soms worden ook grotere dieren buitgemaakt.
Op het menu staan voornamelijk andere geleedpotige dieren en dan vooral insecten. Een aantal soorten heeft zich gespecialiseerd in het eten van termieten, die in drogere gebieden vaak in groten getale voorhanden zijn.:p6
Veel Noord-Amerikaanse rolspinnen zijn uitgesproken termieteneters zoals Ammotrechella stimpsoni. Van deze soort is bekend dat het dier zich onder boomschors ophoudt van bomen waarin termieten leven. Eremobates durangonus kan twintig tot veertig exemplaren verorberen per maaltijd. Ook van rolspinnen uit Zuid-Afrika is beschreven dat ze voornamelijk van termieten leven, voorbeelden zijn Solpuga sericea en Solpuga lineata. Termietenspecialisten hebben vaak kleinere tandachtige uitsteeksels aan de cheliceren omdat grotere uitsteeksels in de weg zitten bij het kauwen op kleine dieren.:p65 Naast termieten worden ook andere insecten gegeten zoals kevers. Kannibalisme is rolspinnen niet vreemd en ook kleinere soortgenoten worden gegeten.
Vanwege de relatieve lichaamsgrootte kunne ook kleine gewervelden worden buitgemaakt, zoals knaagdieren, hagedissen, slangen en kleine vogels. Ook zijn er waarnemingen bekend van aasetende rolspinnen. Ze vreten bijvoorbeeld dieren aan die zijn doodgereden door het verkeer. Rolspinnen staan bekend als bijzonder vraatzuchtig. Als er een overschot aan voedsel is eten ze net zolang door tot ze zich amper meer kunnen bewegen. Ze moeten zich dan enige tijd schuilhouden in een hol omdat ze kwetsbaar zijn voor vijanden.

## Vijanden en verdediging

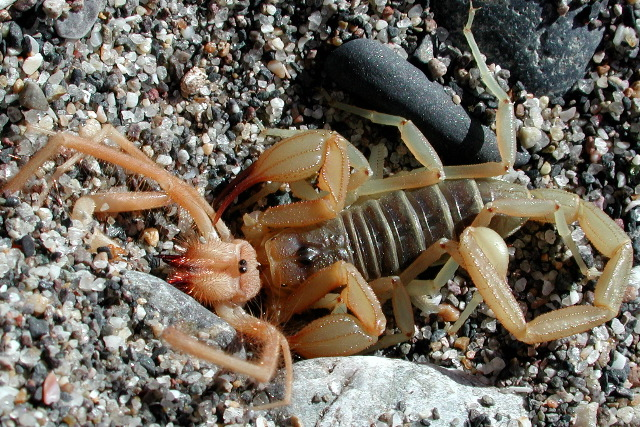
Een schorpioen eet een rolspin. Merk op dat aan de rechterzijde de schorpioen te zien is en aan de linkerzijde het afgebroken propeltidium van de rolspin met een aantal looppoten.

Vanwege hun relatief grote lichaam en algemene voorkomen zijn rolspinnen belangrijke prooien van grotere carnivore woestijndieren. Daarnaast zijn ze zelf erg vraatzuchtig en eten ze vele kleinere dieren. Door deze combinatie vormen de rolspinnen een belangrijke schakel in het dierlijke ecosysteem van drogere gebieden in grote delen van de wereld, zoals steppen, droge bossen, woestijnen en savannen.:p12

### Vijanden
Vijanden zijn voornamelijk rovende zoogdieren, roofvogels en uilen, maar ook verschillende ongewervelde dieren.
Voorbeelden van zoogdieren die weleens rolspinnen buitmaken zijn de grootoorvos (Otocyon megalotis), de genetkat (Genetta genetta), de Afrikaanse civetkat (Civettictis civetta), de Kaapse vos (Vulpes chama) en de zadeljakhals (Canis mesomelas). Vermoed wordt dat ook vleermuizen jagen op rolspinnen.
Vogels waarvan bekend is dat ze op rolspinnen jagen komen uit de families trappen (familie Otididae), valkachtigen (Falconidae), klauwieren (Laniidae) en kwikstaarten (Motacilla). Van vogels is makkelijk vast te stellen of ze rolspinnen eten omdat hun verharde lichaamsdelen -in het geval van rolspinnen de cheliceren- worden uitgebraakt of in de ontlasting worden aangetroffen. Van enkele andere dieren zoals hagedissen zijn incidentele waarnemingen bekend dat een rolspin wordt gegeten. Een voorbeeld is de gekko Coleonyx brevis.
Ook van enkele insecten is bekend dat ze op rolspinnen jagen. Van enkele wespensoorten uit verschillende families, zoals Bradynobaenidae en Typhoctinae, is bekend dat de larven parasiteren op rolspinnen. Als de wespenlarven volgroeid zijn, verpoppen ze zich in het nest van de juvenielen. Van de spinnendoder Salius sycophanta, een sluipwespensoort, is beschreven dat ze soms rolspinnen buitmaakt als voedsel voor de larven.
Er zijn enkele spinachtige vijanden van rolspinnen bekend, zoals spinnen en schorpioenen. Voorbeelden van echte spinnen die een rolspin buitmaakten, zijn een jachtkrabspin (familie Sparassidae) die een exemplaar van de soort Metasolpuga picta opat en een springspin die een soort uit het geslacht Lawrencega verzwolg.:Predators
Daarnaast zijn er vele waarnemingen bekend van schorpioenen en rolspinnen die elkaar aanvallen, maar deze zijn vaak door de mens geïnitieerd door ze bewust bij elkaar te zetten. Gedurende de Eerste Wereldoorlog verbleven veel soldaten in noordelijk Afrika en kwamen in aanraking met de dieren. Er werden weddenschappen georganiseerd waarbij een rolspin en een schorpioen tegenover elkaar werden gezet en vervolgens werd er gegokt op welk dier het zou overleven. Ook van Britse troepen die in Libië gestationeerd werden zijn dergelijke verhalen bekend. De soldaten vingen de dieren en hielden ze in leven door ze te voeren met schorpioenen.

### Mimicry

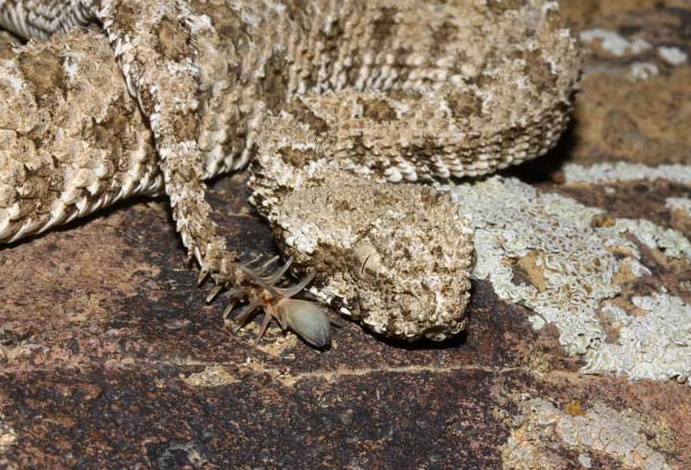
De adder Pseudocerastes urarachnoides heeft een staartpunt die lijkt op een rolspin.

Sommige rolspinnen vertonen gelijkenis met andere dieren waardoor vijanden misleid worden, dit wordt mimicry genoemd. De rolspin heeft dan bepaalde lichaamskenmerken die doen denken aan giftige of oneetbare dieren. Een voorbeeld is een zwart-wit gekleurde soort uit Namibië, die wat betreft de kleurencombinatie van het lichaam sterk lijkt op een aantal soorten kevers die in hetzelfde gebied voorkomen. De rolspin heeft een witte kleur aan de bovenzijde van het achterlijf terwijl de rest van het lichaam zwart is. Hierdoor lijkt het dier sterk op de algemeen voorkomende keversoorten Onymacris brincki en Stenocara eburne die door veel vijanden gemeden worden om hun vieze smaak.
Er zijn ook dieren met kenmerken die lijken op die van rolspinnen, een voorbeeld is de slang Pseudocerastes urarachnoides. De staartpunt van deze slang is knopvormig en heeft vele langwerpige uitsteeksels aan de laatste staartschubben. Het geheel doet sterk denken aan een spinachtige en dan met name aan een rolspin. De slang, die tot de adderfamilie behoort, gebruikt zijn spinachtige staartpunt om insectenetende vogels te lokken die vervolgens worden buitgemaakt als ze proberen de 'spin' op te eten.

### Verdediging
Als een rolspin een dier tegenkomt dat veel groter is, wordt deze beschouwd als een vijand. In eerste instantie blijft de rolspin zitten en maakt met het lichaam wiegende bewegingen, dit wordt gezien als een vorm van agonisme. Vaak worden ook de cheliceren afwisselend heen- en weer bewogen zonder dat er een geluid wordt gemaakt.
Rolspinnen kennen een vorm van dreiggedrag waarbij het achterlijf omhoog wordt geheven. Dit dient om het kwetsbare achterlijf te beschermen en waarschijnlijk heeft een ook een functie als een vorm van mimicry. Door het gekrulde achterlijf doet een rolspin enigszins denken aan een (giftige) schorpioen wat vijanden op afstand zal houden. Als dit niet helpt wordt een duidelijk hoorbaar piepend tot sissend afweergeluid gemaakt. Het geluid wordt geproduceerd door stridulatie, het langs elkaar wrijven van verharde lichaamsdelen. In het geval van rolspinnen worden de cheliceren tegen elkaar gestreken. Van enkele soorten is bekend dat ze de sissende geluiden nabootsen van gevaarlijke dieren die in hun leefgebied voorkomen, zoals het dreiggeluid van adders (Viperidae).
Mocht de dreiging groter worden, dan reageren mannetjes hier meestal op door te vluchten. Van vrouwtjes is echter bekend dat zij vaker de aanval kiezen. Mannetjes zijn vaak kleiner en sneller dan vrouwtjes en hebben relatief minder krachtige kaken. Vrouwtjes vallen zelfs schorpioenen aan die even groot zijn als zijzelf en pakken deze bij de staart beet om de gifstekel te vermijden.

## Interactie met de mens
De beet van een rolspin is weliswaar niet giftig, maar grotere soorten kunnen met hun formidabele en krachtige kaken bloederige wonden veroorzaken bij de mens waarbij er een risico is op ontstekingen. Ook plaatselijke zwellingen van de huid komen voor. De beet van de grotere soorten staat ook bekend als erg pijnlijk. Er zijn echter weinig gevallen bekend van beten bij de mens die met zekerheid kunnen worden toegeschreven aan een rolspin.
Uit een Indiaas onderzoek uit 1978 zou blijken dat de soort Rhagodes nigrocinctus gifklieren bezit en dus een giftige beet zou hebben. Dit onderzoek is echter omstreden omdat het nooit is gereproduceerd. De gifklieren zijn door andere wetenschappers nooit gevonden en de opzet van het onderzoek liet te wensen over.:p113

### Mythes

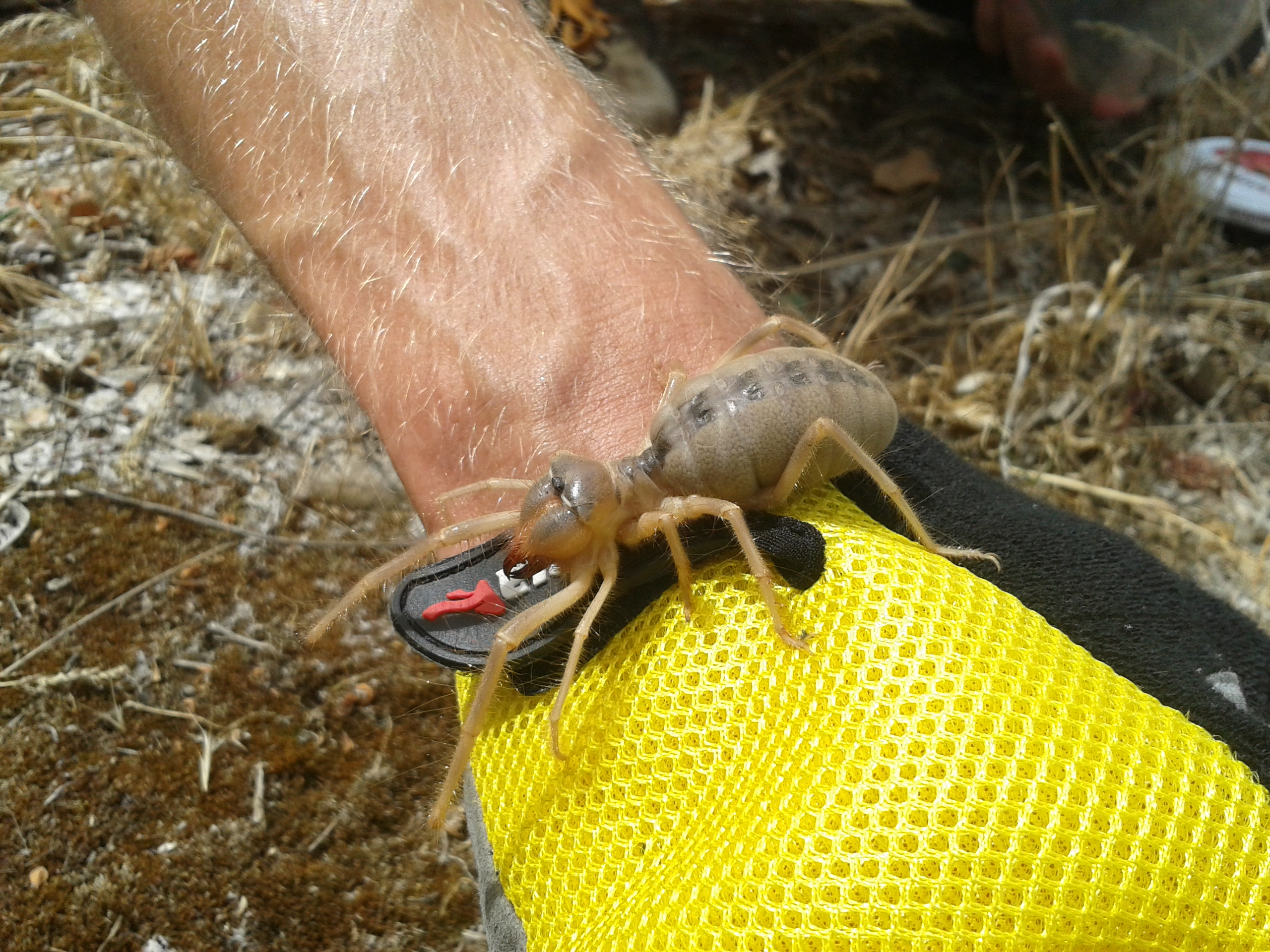
Door hun onbegrepen levenswijze bestaan er veel misverstanden over rolspinnen.

Gedurende de Irakoorlog werden Amerikaanse soldaten geconfronteerd met de rolspinnen in de woestijnen van Irak. Een foto uit 2013 ging viraal, op deze afbeelding zijn twee ogenschijnlijk enorme exemplaren te zien die echter door het perspectief veel groter lijken dan ze in werkelijkheid zijn.
Rolspinnen kunnen in de woestijn de indruk wekken dat ze iemand aanvallen, doordat ze achter die persoon aan rennen. Dagactieve soorten proberen de zon te vermijden en omdat de schaduw van bewegende dieren of mensen zich steeds verplaatst, probeert het dier in de schaduw te blijven. Hierdoor kan de indruk ontstaan dat men achtervolgd wordt door het dier, wat versterkt wordt door de behoorlijke loopsnelheid. De rolspin zoekt echter alleen verkoeling en zal niet proberen om mensen en grotere dieren aan te vallen.
Nachtactieve soorten komen af op het licht en komen zodoende weleens in woningen terecht of in tenten van nomaden die in de woestijn overnachten. De plotselinge confrontatie met de grote, sterk behaarde en van forse kaken voorziene rolspin kan ervaren worden als een onaangename belevenis.
Van rolspinnen worden de meest uiteenlopende verhalen verspreid betreffende hun grootte, giftigheid en gevaarlijkheid voor mensen. Zo zouden ze half zo groot worden als een volwassen mens. Veel van deze verhalen zijn schromelijk overdreven. De maximale lichaamslengte bijvoorbeeld is niet langer dan zeven centimeter exclusief de poten. Ook wordt beweerd dat de dieren ver en hoog kunnen springen wat echter nog nooit is waargenomen.
De Britse natuuronderzoeker John Leonard Cloudsley-Thompson (1921 – 2013) beschreef dat de Egyptenaren geloofden dat rolspinnen 's nachts mensen opzoeken in hun slaap. Vervolgens zou een rolspin zich via het kruis door het lichaam heen eten om vervolgens de eitjes af te zetten. In andere delen van de wereld zoals Azerbeidzjan werd gedacht dat rolspinnen voornamelijk giftig zijn als ze net ontwaakt zijn uit hun winterslaap. Na een beet van een 'giftige' rolspin zou het helpen om een ander exemplaar in kokende olie te houden en hiermee de bijtwond in te smeren.
Het Hebreeuwse woord voor 'muis', zoals dat in het Oude Testament wordt gebruikt, slaat vermoedelijk op een rolspin in plaats van een muis. Ook wordt gemeld dat de huidzweren waar de Filistijnen mee te maken kregen, veroorzaakt werden door de beten van rolspinnen.:p2

## Taxonomie en indeling
De rolspinnen vormen een eigen orde binnen de spinachtigen (Arachnnida) die wordt aangeduid met de wetenschappelijke naam Solifugae, vroeger werd de naam Solpugida wel gebruikt. Net als andere spinachtigen hebben ze vier paar poten, maar de spinachtigen verschillen onderling verder sterk. Rolspinnen lijken op het eerste gezicht het meest op de echte spinnen (Aranae) maar zijn hieraan waarschijnlijk niet direct verwant. Wetenschappers vermoeden dat rolspinnen en bastaardschorpioenen (Pseudoscorpiones) een gemeenschappelijke voorouder hebben. Dit is gebaseerd op overeenkomstige gelijkenissen, zoals de cheliceren die uit twee segmenten bestaan, de positie van de ademopeningen en de aanwezigheid van een rostrum of snuit.:p13 Ook een afstammingsrelatie met de mijten (Acarina) wordt geopperd omdat de monddelen van sommige mijten veel overeenkomst vertonen met die van de rolspinnen. Daarnaast hebben de mannelijke geslachtsorganen en de zaadcellen veel gelijkenis met die van mijten.:p194

### Onderscheid met andere spinachtigen
Rolspinnen verschillen van de meeste andere spinachtigen doordat ze de cheliceren direct gebruiken om prooien te doden en te vermorzelen zonder gebruik te maken van een vergif. Deze vorm van het verwerken van prooien komt verder alleen voor bij hooiwagens en sommige groepen van mijten. Alle andere spinachtigen gebruiken niet hun cheliceren, maar de gespecialiseerde pedipalpen om prooien vast te houden, zoals zweepstaartschorpioenen en zweepspinnen. Veel spinachtigen gebruiken daarnaast een vergif in de pedipalpen of cheliceren om de prooi te doden, zoals schorpioenen, bastaardschorpioenen en spinnen. De toediening van het vergif verschilt per groep, schorpioenen hebben een gifstekel aan het achterlijf, spinnen dienen gif toe met hun cheliceren en bastaardschorpioenen met hun pedipalpen.:p3411
De belangrijkste verschillen tussen de bekendere groepen van spinachtigen zijn onderstaand weergegeven.
|                         | Vorm van de pedipalpen        | Lichaamsdelen                                               | Giftigheid                        | Habitat                           |
| ----------------------- | ----------------------------- | ----------------------------------------------------------- | --------------------------------- | --------------------------------- |
| Rolspinnen              | Grote, pootachtige pedipalpen | Kopborststuk, achterlijf                                    | Niet giftig                       | Woestijnen                        |
| Spinnen                 | Kleine pedipalpen             | Kopborststuk, achterlijf                                    | Giftig                            | Wereldwijd                        |
| Schorpioenen            | Lange, geschaarde pedipalpen  | Kopborststuk, achterlijf, gesegmenteerde staart             | Giftig                            | Woestijnen                        |
| Bastaardschorpioenen    | Lange, geschaarde pedipalpen  | Kopborststuk, achterlijf                                    | Niet giftig                       | Wereldwijd                        |
| Zweepstaartschorpioenen | Korte, geschaarde pedipalpen  | Kopborststuk, achterlijf, lang en dun achterlijfsaanhangsel | Niet giftig, kan wel zuur spuiten | Woestijnen, grotten, droge bossen |

### Evolutie

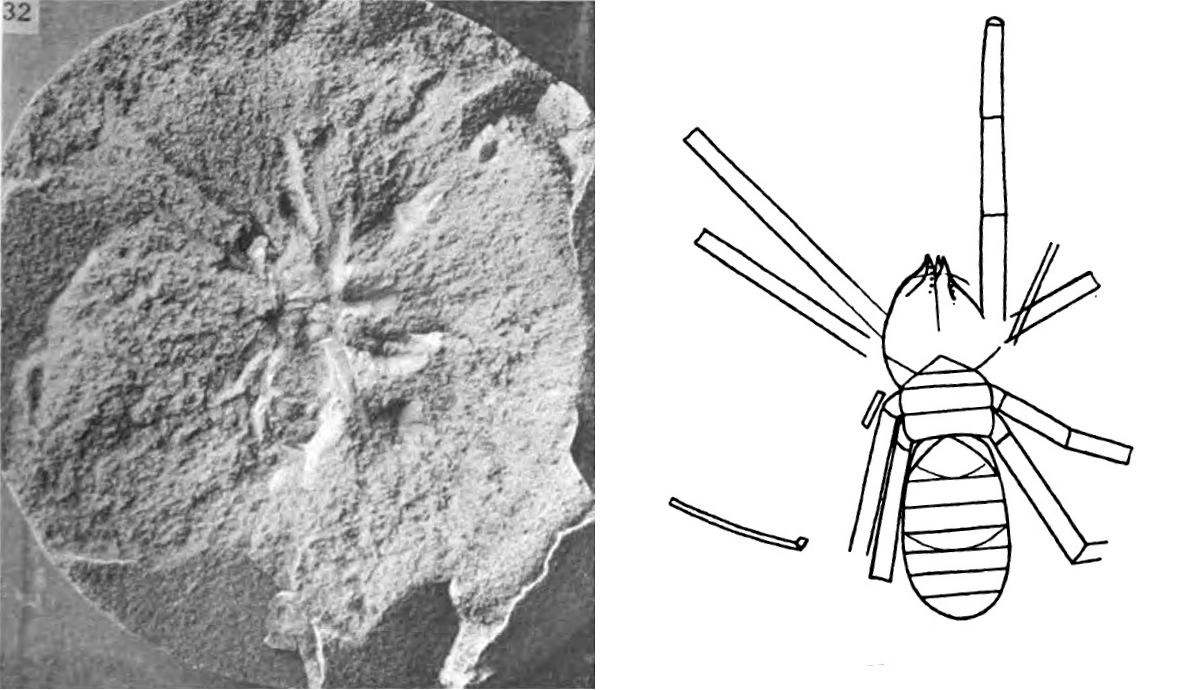
Fossiel (links) en reconstructie (rechts) van Protosolpuga.

De groep van de rolspinnen is monofyletisch, wat wil zeggen dat alle families en onderliggende taxa een gemeenschappelijke voorouder hebben. Dit is reeds af te leiden door het feit dat alle soorten een sterk gelijkende lichaamsbouw hebben, maar het is ook onomstotelijk vastgesteld middels DNA-onderzoek.
De oudst bekende rolspinnen leefden meer dan 300 miljoen jaar (Ma) geleden in het Carboon. De soort Schneidarachne saganii leek al sterk op een rolspin en is gevonden in Polen. Dit fossiel is ongeveer 330 miljoen jaar oud. De familie der Protosolpugidae wordt vertegenwoordigd door fossielen uit het Pennsylvanien en zijn circa 323 tot 300 Ma oud. De soort Prosolpuga carbonaria is de oudste soort die ontegenzeggelijk tot de rolspinnen behoort en heeft een leeftijd van ongeveer 305 Ma. Prosolpuga leefde niet in droge streken, zoals de meeste moderne soorten, maar in moerasachtige bossen.
Cratosolpuga wunderlichi heeft een leeftijd van ongeveer 115 Ma en is gevonden in Brazilië. Van deze soort zijn verschillende exemplaren gevonden die in een bijzonder goede staat verkeren. Deze rolspin behoorde waarschijnlijk tot de familie Ceromidae. Een beduidend jongere soort is Palaeoblossia groehni, waarvan fossielen bewaard zijn gebleven in barnsteen. De soort behoorde tot de familie Daesiidae en leefde dertig tot veertig miljoen jaar geleden. Een van de jongste fossielen is de soort Happlodontus proteus, die tot de familie Ammotrechidae behoort. Ook deze rolspin is gevonden in barnsteen, de leeftijd is gedateerd op tien tot dertig Ma.

### Positie binnen de spinachtigen
Rolspinnen lijken sterk op spinnen, maar al snel was duidelijk dat ze tot een andere orde behoorden door de afwijkende lichaamsbouw. De positie van de rolspinnen binnen de groep van de spinachtigen is door de decennia heen verschillende malen veranderd. In 1975 publiceerde Yoshikura een indeling waarbij de rolspinnen samen met de hooiwagens, mijten en Ricinuleïden in een aparte groep werden geplaatst, naast alle andere spinachtigen. In een publicatie uit 1979 door Weygoldt en Paulus werden de dieren gezien als zustergroep van de bastaardschorpioenen, naast de groepen van de spinnen, de zweepstaartschorpioenen en de zweepspinnen. De schorpioenen werden tot een andere sectie gerekend. Van der Hammen gaf in 1989 een indeling waarin de rolspinnen en pseudoschorpioenen weer als zustergroepen werden gezien en sterker verwant zijn aan de Palpigradi dan aan alle andere spinachtigen. Volgens de huidige inzichten zijn rolspinnen en pseudoschorpioenen inderdaad sterk aan elkaar verwant en ze staan ook dichter bij de andere groepen van spinachtigen dan vroeger werd gedacht.
De onderstaande indeling is gebaseerd op een publicatie uit 2007 door Jeffrey W Shultz.

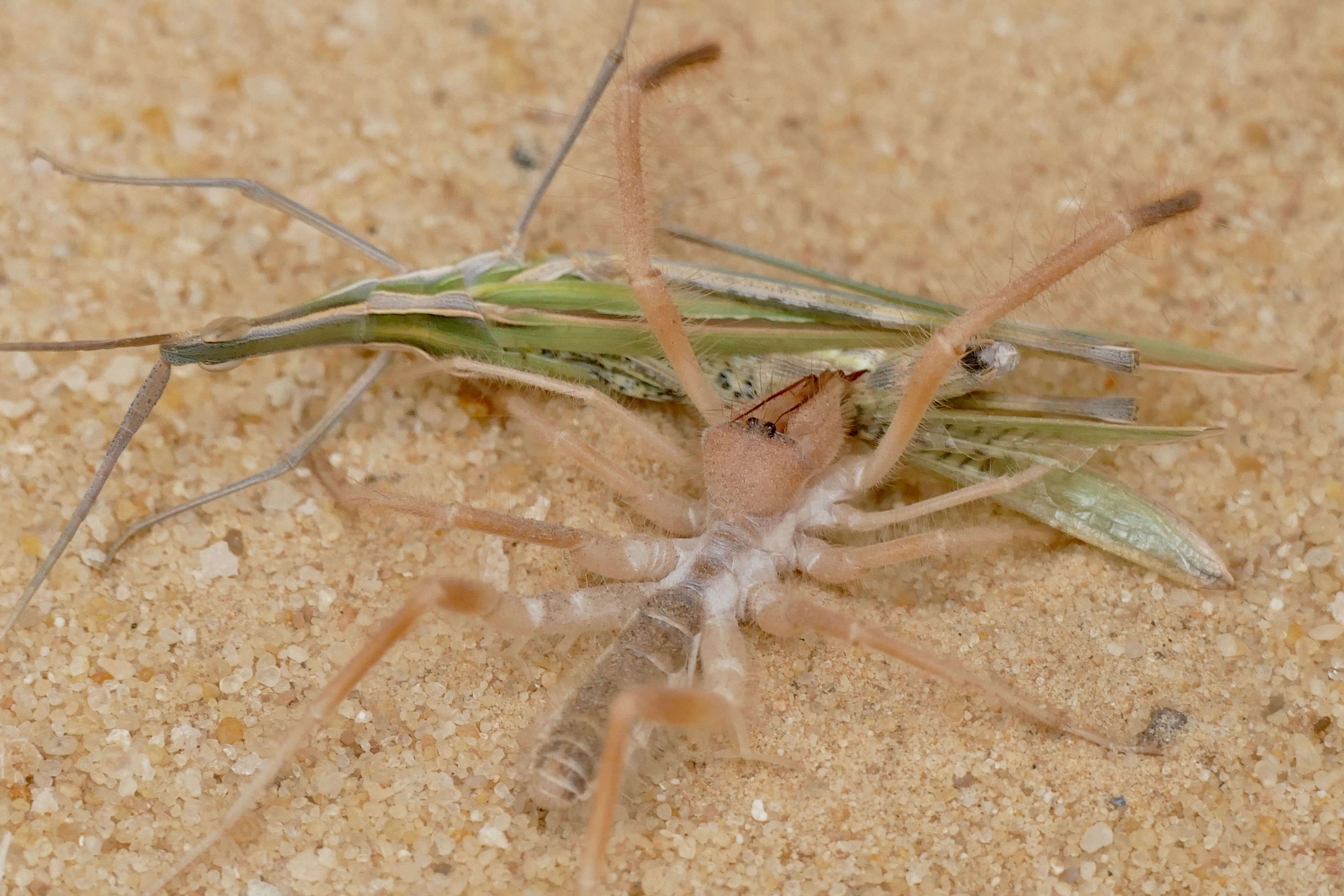
Een Galeodes-soort met een buitgemaakte sprinkhaan.

|  | † Zeeschorpioenen (Eurypterida) |
|  |                                 |
|  | † Chasmataspidida               |
|  |                                 |

|  | Schorpioenen (Scorpiones) |
|  |                           |
|  | Hooiwagens (Opiliones)    |
|  |                           |

|  | Bastaardschorpioenen (Pseudoscorpiones) |
|  |                                         |
|  | Rolspinnen (Solifugae)                  |
|  |                                         |

|  | Zweepspinnen (Amblypygi)                                                              |
|  |                                                                                       |
|  | \| \| Zweepstaartschorpioenen (Thelyphonida) \| \| \| \| \| \| Schizomida \| \| \| \| |
|  |                                                                                       |
|  | Zweepstaartschorpioenen (Thelyphonida)                                                |
|  |                                                                                       |
|  | Schizomida                                                                            |
|  |                                                                                       |

|  | Zweepstaartschorpioenen (Thelyphonida) |
|  |                                        |
|  | Schizomida                             |
|  |                                        |

|  | Zweepspinnen (Amblypygi)                                                              |
|  |                                                                                       |
|  | \| \| Zweepstaartschorpioenen (Thelyphonida) \| \| \| \| \| \| Schizomida \| \| \| \| |
|  |                                                                                       |
|  | Zweepstaartschorpioenen (Thelyphonida)                                                |
|  |                                                                                       |
|  | Schizomida                                                                            |
|  |                                                                                       |

|  | Zweepstaartschorpioenen (Thelyphonida) |
|  |                                        |
|  | Schizomida                             |
|  |                                        |

|  | Zweepspinnen (Amblypygi)                                                              |
|  |                                                                                       |
|  | \| \| Zweepstaartschorpioenen (Thelyphonida) \| \| \| \| \| \| Schizomida \| \| \| \| |
|  |                                                                                       |
|  | Zweepstaartschorpioenen (Thelyphonida)                                                |
|  |                                                                                       |
|  | Schizomida                                                                            |
|  |                                                                                       |

|  | Zweepstaartschorpioenen (Thelyphonida) |
|  |                                        |
|  | Schizomida                             |
|  |                                        |

|  | Zweepspinnen (Amblypygi)                                                              |
|  |                                                                                       |
|  | \| \| Zweepstaartschorpioenen (Thelyphonida) \| \| \| \| \| \| Schizomida \| \| \| \| |
|  |                                                                                       |
|  | Zweepstaartschorpioenen (Thelyphonida)                                                |
|  |                                                                                       |
|  | Schizomida                                                                            |
|  |                                                                                       |

|  | Zweepstaartschorpioenen (Thelyphonida) |
|  |                                        |
|  | Schizomida                             |
|  |                                        |

|  | Zweepspinnen (Amblypygi)                                                              |
|  |                                                                                       |
|  | \| \| Zweepstaartschorpioenen (Thelyphonida) \| \| \| \| \| \| Schizomida \| \| \| \| |
|  |                                                                                       |
|  | Zweepstaartschorpioenen (Thelyphonida)                                                |
|  |                                                                                       |
|  | Schizomida                                                                            |
|  |                                                                                       |

|  | Zweepstaartschorpioenen (Thelyphonida) |
|  |                                        |
|  | Schizomida                             |
|  |                                        |

|  | Zweepspinnen (Amblypygi)                                                              |
|  |                                                                                       |
|  | \| \| Zweepstaartschorpioenen (Thelyphonida) \| \| \| \| \| \| Schizomida \| \| \| \| |
|  |                                                                                       |
|  | Zweepstaartschorpioenen (Thelyphonida)                                                |
|  |                                                                                       |
|  | Schizomida                                                                            |
|  |                                                                                       |

|  | Zweepstaartschorpioenen (Thelyphonida) |
|  |                                        |
|  | Schizomida                             |
|  |                                        |

|  | Zweepspinnen (Amblypygi)                                                              |
|  |                                                                                       |
|  | \| \| Zweepstaartschorpioenen (Thelyphonida) \| \| \| \| \| \| Schizomida \| \| \| \| |
|  |                                                                                       |
|  | Zweepstaartschorpioenen (Thelyphonida)                                                |
|  |                                                                                       |
|  | Schizomida                                                                            |
|  |                                                                                       |

|  | Zweepstaartschorpioenen (Thelyphonida) |
|  |                                        |
|  | Schizomida                             |
|  |                                        |

|  | Zweepspinnen (Amblypygi)                                                              |
|  |                                                                                       |
|  | \| \| Zweepstaartschorpioenen (Thelyphonida) \| \| \| \| \| \| Schizomida \| \| \| \| |
|  |                                                                                       |
|  | Zweepstaartschorpioenen (Thelyphonida)                                                |
|  |                                                                                       |
|  | Schizomida                                                                            |
|  |                                                                                       |

|  | Zweepstaartschorpioenen (Thelyphonida) |
|  |                                        |
|  | Schizomida                             |
|  |                                        |

|  | Ricinuleïden (Ricinulei) |
|  |                          |
|  | Anactinotrichida         |
|  |                          |
|  | Mijten (Acarina)         |
|  |                          |

|  | Schorpioenen (Scorpiones) |
|  |                           |
|  | Hooiwagens (Opiliones)    |
|  |                           |

|  | Bastaardschorpioenen (Pseudoscorpiones) |
|  |                                         |
|  | Rolspinnen (Solifugae)                  |
|  |                                         |

|  | Zweepspinnen (Amblypygi)                                                              |
|  |                                                                                       |
|  | \| \| Zweepstaartschorpioenen (Thelyphonida) \| \| \| \| \| \| Schizomida \| \| \| \| |
|  |                                                                                       |
|  | Zweepstaartschorpioenen (Thelyphonida)                                                |
|  |                                                                                       |
|  | Schizomida                                                                            |
|  |                                                                                       |

|  | Zweepstaartschorpioenen (Thelyphonida) |
|  |                                        |
|  | Schizomida                             |
|  |                                        |

|  | Zweepspinnen (Amblypygi)                                                              |
|  |                                                                                       |
|  | \| \| Zweepstaartschorpioenen (Thelyphonida) \| \| \| \| \| \| Schizomida \| \| \| \| |
|  |                                                                                       |
|  | Zweepstaartschorpioenen (Thelyphonida)                                                |
|  |                                                                                       |
|  | Schizomida                                                                            |
|  |                                                                                       |

|  | Zweepstaartschorpioenen (Thelyphonida) |
|  |                                        |
|  | Schizomida                             |
|  |                                        |

|  | Zweepspinnen (Amblypygi)                                                              |
|  |                                                                                       |
|  | \| \| Zweepstaartschorpioenen (Thelyphonida) \| \| \| \| \| \| Schizomida \| \| \| \| |
|  |                                                                                       |
|  | Zweepstaartschorpioenen (Thelyphonida)                                                |
|  |                                                                                       |
|  | Schizomida                                                                            |
|  |                                                                                       |

|  | Zweepstaartschorpioenen (Thelyphonida) |
|  |                                        |
|  | Schizomida                             |
|  |                                        |

|  | Zweepspinnen (Amblypygi)                                                              |
|  |                                                                                       |
|  | \| \| Zweepstaartschorpioenen (Thelyphonida) \| \| \| \| \| \| Schizomida \| \| \| \| |
|  |                                                                                       |
|  | Zweepstaartschorpioenen (Thelyphonida)                                                |
|  |                                                                                       |
|  | Schizomida                                                                            |
|  |                                                                                       |

|  | Zweepstaartschorpioenen (Thelyphonida) |
|  |                                        |
|  | Schizomida                             |
|  |                                        |

|  | Zweepspinnen (Amblypygi)                                                              |
|  |                                                                                       |
|  | \| \| Zweepstaartschorpioenen (Thelyphonida) \| \| \| \| \| \| Schizomida \| \| \| \| |
|  |                                                                                       |
|  | Zweepstaartschorpioenen (Thelyphonida)                                                |
|  |                                                                                       |
|  | Schizomida                                                                            |
|  |                                                                                       |

|  | Zweepstaartschorpioenen (Thelyphonida) |
|  |                                        |
|  | Schizomida                             |
|  |                                        |

|  | Zweepspinnen (Amblypygi)                                                              |
|  |                                                                                       |
|  | \| \| Zweepstaartschorpioenen (Thelyphonida) \| \| \| \| \| \| Schizomida \| \| \| \| |
|  |                                                                                       |
|  | Zweepstaartschorpioenen (Thelyphonida)                                                |
|  |                                                                                       |
|  | Schizomida                                                                            |
|  |                                                                                       |

|  | Zweepstaartschorpioenen (Thelyphonida) |
|  |                                        |
|  | Schizomida                             |
|  |                                        |

|  | Zweepspinnen (Amblypygi)                                                              |
|  |                                                                                       |
|  | \| \| Zweepstaartschorpioenen (Thelyphonida) \| \| \| \| \| \| Schizomida \| \| \| \| |
|  |                                                                                       |
|  | Zweepstaartschorpioenen (Thelyphonida)                                                |
|  |                                                                                       |
|  | Schizomida                                                                            |
|  |                                                                                       |

|  | Zweepstaartschorpioenen (Thelyphonida) |
|  |                                        |
|  | Schizomida                             |
|  |                                        |

|  | Zweepspinnen (Amblypygi)                                                              |
|  |                                                                                       |
|  | \| \| Zweepstaartschorpioenen (Thelyphonida) \| \| \| \| \| \| Schizomida \| \| \| \| |
|  |                                                                                       |
|  | Zweepstaartschorpioenen (Thelyphonida)                                                |
|  |                                                                                       |
|  | Schizomida                                                                            |
|  |                                                                                       |

|  | Zweepstaartschorpioenen (Thelyphonida) |
|  |                                        |
|  | Schizomida                             |
|  |                                        |

|  | Ricinuleïden (Ricinulei) |
|  |                          |
|  | Anactinotrichida         |
|  |                          |
|  | Mijten (Acarina)         |
|  |                          |

|  | † Zeeschorpioenen (Eurypterida) |
|  |                                 |
|  | † Chasmataspidida               |
|  |                                 |

|  | Schorpioenen (Scorpiones) |
|  |                           |
|  | Hooiwagens (Opiliones)    |
|  |                           |

|  | Bastaardschorpioenen (Pseudoscorpiones) |
|  |                                         |
|  | Rolspinnen (Solifugae)                  |
|  |                                         |

|  | Zweepspinnen (Amblypygi)                                                              |
|  |                                                                                       |
|  | \| \| Zweepstaartschorpioenen (Thelyphonida) \| \| \| \| \| \| Schizomida \| \| \| \| |
|  |                                                                                       |
|  | Zweepstaartschorpioenen (Thelyphonida)                                                |
|  |                                                                                       |
|  | Schizomida                                                                            |
|  |                                                                                       |

|  | Zweepstaartschorpioenen (Thelyphonida) |
|  |                                        |
|  | Schizomida                             |
|  |                                        |

|  | Zweepspinnen (Amblypygi)                                                              |
|  |                                                                                       |
|  | \| \| Zweepstaartschorpioenen (Thelyphonida) \| \| \| \| \| \| Schizomida \| \| \| \| |
|  |                                                                                       |
|  | Zweepstaartschorpioenen (Thelyphonida)                                                |
|  |                                                                                       |
|  | Schizomida                                                                            |
|  |                                                                                       |

|  | Zweepstaartschorpioenen (Thelyphonida) |
|  |                                        |
|  | Schizomida                             |
|  |                                        |

|  | Zweepspinnen (Amblypygi)                                                              |
|  |                                                                                       |
|  | \| \| Zweepstaartschorpioenen (Thelyphonida) \| \| \| \| \| \| Schizomida \| \| \| \| |
|  |                                                                                       |
|  | Zweepstaartschorpioenen (Thelyphonida)                                                |
|  |                                                                                       |
|  | Schizomida                                                                            |
|  |                                                                                       |

|  | Zweepstaartschorpioenen (Thelyphonida) |
|  |                                        |
|  | Schizomida                             |
|  |                                        |

|  | Zweepspinnen (Amblypygi)                                                              |
|  |                                                                                       |
|  | \| \| Zweepstaartschorpioenen (Thelyphonida) \| \| \| \| \| \| Schizomida \| \| \| \| |
|  |                                                                                       |
|  | Zweepstaartschorpioenen (Thelyphonida)                                                |
|  |                                                                                       |
|  | Schizomida                                                                            |
|  |                                                                                       |

|  | Zweepstaartschorpioenen (Thelyphonida) |
|  |                                        |
|  | Schizomida                             |
|  |                                        |

|  | Zweepspinnen (Amblypygi)                                                              |
|  |                                                                                       |
|  | \| \| Zweepstaartschorpioenen (Thelyphonida) \| \| \| \| \| \| Schizomida \| \| \| \| |
|  |                                                                                       |
|  | Zweepstaartschorpioenen (Thelyphonida)                                                |
|  |                                                                                       |
|  | Schizomida                                                                            |
|  |                                                                                       |

|  | Zweepstaartschorpioenen (Thelyphonida) |
|  |                                        |
|  | Schizomida                             |
|  |                                        |

|  | Zweepspinnen (Amblypygi)                                                              |
|  |                                                                                       |
|  | \| \| Zweepstaartschorpioenen (Thelyphonida) \| \| \| \| \| \| Schizomida \| \| \| \| |
|  |                                                                                       |
|  | Zweepstaartschorpioenen (Thelyphonida)                                                |
|  |                                                                                       |
|  | Schizomida                                                                            |
|  |                                                                                       |

|  | Zweepstaartschorpioenen (Thelyphonida) |
|  |                                        |
|  | Schizomida                             |
|  |                                        |

|  | Zweepspinnen (Amblypygi)                                                              |
|  |                                                                                       |
|  | \| \| Zweepstaartschorpioenen (Thelyphonida) \| \| \| \| \| \| Schizomida \| \| \| \| |
|  |                                                                                       |
|  | Zweepstaartschorpioenen (Thelyphonida)                                                |
|  |                                                                                       |
|  | Schizomida                                                                            |
|  |                                                                                       |

|  | Zweepstaartschorpioenen (Thelyphonida) |
|  |                                        |
|  | Schizomida                             |
|  |                                        |

|  | Zweepspinnen (Amblypygi)                                                              |
|  |                                                                                       |
|  | \| \| Zweepstaartschorpioenen (Thelyphonida) \| \| \| \| \| \| Schizomida \| \| \| \| |
|  |                                                                                       |
|  | Zweepstaartschorpioenen (Thelyphonida)                                                |
|  |                                                                                       |
|  | Schizomida                                                                            |
|  |                                                                                       |

|  | Zweepstaartschorpioenen (Thelyphonida) |
|  |                                        |
|  | Schizomida                             |
|  |                                        |

|  | Ricinuleïden (Ricinulei) |
|  |                          |
|  | Anactinotrichida         |
|  |                          |
|  | Mijten (Acarina)         |
|  |                          |

|  | Schorpioenen (Scorpiones) |
|  |                           |
|  | Hooiwagens (Opiliones)    |
|  |                           |

|  | Bastaardschorpioenen (Pseudoscorpiones) |
|  |                                         |
|  | Rolspinnen (Solifugae)                  |
|  |                                         |

|  | Zweepspinnen (Amblypygi)                                                              |
|  |                                                                                       |
|  | \| \| Zweepstaartschorpioenen (Thelyphonida) \| \| \| \| \| \| Schizomida \| \| \| \| |
|  |                                                                                       |
|  | Zweepstaartschorpioenen (Thelyphonida)                                                |
|  |                                                                                       |
|  | Schizomida                                                                            |
|  |                                                                                       |

|  | Zweepstaartschorpioenen (Thelyphonida) |
|  |                                        |
|  | Schizomida                             |
|  |                                        |

|  | Zweepspinnen (Amblypygi)                                                              |
|  |                                                                                       |
|  | \| \| Zweepstaartschorpioenen (Thelyphonida) \| \| \| \| \| \| Schizomida \| \| \| \| |
|  |                                                                                       |
|  | Zweepstaartschorpioenen (Thelyphonida)                                                |
|  |                                                                                       |
|  | Schizomida                                                                            |
|  |                                                                                       |

|  | Zweepstaartschorpioenen (Thelyphonida) |
|  |                                        |
|  | Schizomida                             |
|  |                                        |

|  | Zweepspinnen (Amblypygi)                                                              |
|  |                                                                                       |
|  | \| \| Zweepstaartschorpioenen (Thelyphonida) \| \| \| \| \| \| Schizomida \| \| \| \| |
|  |                                                                                       |
|  | Zweepstaartschorpioenen (Thelyphonida)                                                |
|  |                                                                                       |
|  | Schizomida                                                                            |
|  |                                                                                       |

|  | Zweepstaartschorpioenen (Thelyphonida) |
|  |                                        |
|  | Schizomida                             |
|  |                                        |

|  | Zweepspinnen (Amblypygi)                                                              |
|  |                                                                                       |
|  | \| \| Zweepstaartschorpioenen (Thelyphonida) \| \| \| \| \| \| Schizomida \| \| \| \| |
|  |                                                                                       |
|  | Zweepstaartschorpioenen (Thelyphonida)                                                |
|  |                                                                                       |
|  | Schizomida                                                                            |
|  |                                                                                       |

|  | Zweepstaartschorpioenen (Thelyphonida) |
|  |                                        |
|  | Schizomida                             |
|  |                                        |

|  | Zweepspinnen (Amblypygi)                                                              |
|  |                                                                                       |
|  | \| \| Zweepstaartschorpioenen (Thelyphonida) \| \| \| \| \| \| Schizomida \| \| \| \| |
|  |                                                                                       |
|  | Zweepstaartschorpioenen (Thelyphonida)                                                |
|  |                                                                                       |
|  | Schizomida                                                                            |
|  |                                                                                       |

|  | Zweepstaartschorpioenen (Thelyphonida) |
|  |                                        |
|  | Schizomida                             |
|  |                                        |

|  | Zweepspinnen (Amblypygi)                                                              |
|  |                                                                                       |
|  | \| \| Zweepstaartschorpioenen (Thelyphonida) \| \| \| \| \| \| Schizomida \| \| \| \| |
|  |                                                                                       |
|  | Zweepstaartschorpioenen (Thelyphonida)                                                |
|  |                                                                                       |
|  | Schizomida                                                                            |
|  |                                                                                       |

|  | Zweepstaartschorpioenen (Thelyphonida) |
|  |                                        |
|  | Schizomida                             |
|  |                                        |

|  | Zweepspinnen (Amblypygi)                                                              |
|  |                                                                                       |
|  | \| \| Zweepstaartschorpioenen (Thelyphonida) \| \| \| \| \| \| Schizomida \| \| \| \| |
|  |                                                                                       |
|  | Zweepstaartschorpioenen (Thelyphonida)                                                |
|  |                                                                                       |
|  | Schizomida                                                                            |
|  |                                                                                       |

|  | Zweepstaartschorpioenen (Thelyphonida) |
|  |                                        |
|  | Schizomida                             |
|  |                                        |

|  | Zweepspinnen (Amblypygi)                                                              |
|  |                                                                                       |
|  | \| \| Zweepstaartschorpioenen (Thelyphonida) \| \| \| \| \| \| Schizomida \| \| \| \| |
|  |                                                                                       |
|  | Zweepstaartschorpioenen (Thelyphonida)                                                |
|  |                                                                                       |
|  | Schizomida                                                                            |
|  |                                                                                       |

|  | Zweepstaartschorpioenen (Thelyphonida) |
|  |                                        |
|  | Schizomida                             |
|  |                                        |

|  | Ricinuleïden (Ricinulei) |
|  |                          |
|  | Anactinotrichida         |
|  |                          |
|  | Mijten (Acarina)         |
|  |                          |

### Families
Rolspinnen worden vertegenwoordigd door 1183 (peildatum 2023) verschillende soorten die zijn onderverdeeld in ongeveer 140 geslachten en twaalf moderne families.:p2 Er worden regelmatig nieuwe soorten ontdekt en wetenschappelijk beschreven. In 2016 bijvoorbeeld werden vier nieuwe soorten uit de familie Mummuciidae en het geslacht Gaucha erkend.
De groep omvat de volgende moderne families, met de auteur, het verspreidingsgebied en een voorbeeldsoort.
| Families van rolspinnen             | Families van rolspinnen                                                               | Families van rolspinnen | Families van rolspinnen | Families van rolspinnen   |
| Naam en auteur                      | Verspreidingsgebied                                                                   | Aantal soorten          | Voorbeeldsoort          | Afbeelding voorbeeldsoort |
| ----------------------------------- | ------------------------------------------------------------------------------------- | ----------------------- | ----------------------- | ------------------------- |
| Ammotrechidae Roewer, 1934          | Zuidelijk Noord-Amerika, de Caraïben en geheel Zuid-Amerika                           | Ongeveer 90 soorten     | Chinchippus peruvianus  |                           |
| Ceromidae Roewer, 1933              | Zuidelijke delen van Afrika                                                           | Ongeveer 20 soorten     | Ceroma ornatum          | -                         |
| Daesiidae Kraepelin, 1899           | Zuidelijk Zuid-Amerika, zuidelijk Europa, grote delen van Afrika, westelijk Azië      | Ongeveer 220 soorten    | Gluvia dorsalis         |                           |
| Eremobatidae Kraepelin, 1901        | Westelijke deel van zuidelijk Noord-Amerika, noordelijk Midden-Amerika                | Ongeveer 200 soorten    | Hemerotrecha sp.        |                           |
| Galeodidae Sundevall, 1833          | Noordelijk en centraal Afrika, westelijk Zuid-Azië, oostelijk en zuidoostelijk Europa | Ongeveer 210 soorten    | Galeodes arabs          |                           |
| Gylippidae Roewer, 1933             | Zuidelijk Afrika, westelijk Zuid-Azië, oostelijk Europa                               | Ongeveer 30 soorten     | Gylippus bergi          | -                         |
| Hexisopodidae Pocock, 1897          | Zuidelijk Afrika                                                                      | Ongeveer 25 soorten     | Chelypus sp.            |                           |
| Karschiidae Kraepelin, 1899         | Noordwestelijk Afrika, Azië en het Midden-Oosten                                      | Ongeveer 40 soorten     | Barrus letourneuxi      | -                         |
| Melanoblossidae Roewer, 1933        | Zuidelijk Afrika en zuidoostelijk Azië                                                | Ongeveer 15 soorten     | Melanoblossia braunsi   | -                         |
| Mummuciidae Roewer, 1934            | Zuid-Amerika                                                                          | Ongeveer 20 soorten     | Uspallata pulchra       |                           |
| Rhagodidae Pocock, 1897             | Zuidoostelijk Europa, noordoostelijk Afrika, Midden-Oosten                            | Ongeveer 100 soorten    | Rhagodima nigrocincta   |                           |
| Zonspinnen (Solpugidae) Leach, 1815 | Afrika                                                                                | Ongeveer 220 soorten    | Zeria loveridgei        |                           |